# Géants de l'entité d'Ath
Les Géants de l'entité d'Ath sont des géants de processions et de cortèges de la commune d'Ath, en province de Hainaut, en Belgique, composée de 19 anciennes communes (avant fusion). Ces géants du folklore belge, au nombre d'une soixantaine, sont plus ou moins anciens.
Les géants de la Ducasse d'Ath ont été reconnus par l'UNESCO comme chefs-d'œuvre du patrimoine culturel immatériel de l'humanité au titre des géants et dragons processionnels de Belgique et de France. Ils ne sortent qu'à cette occasion, le quatrième dimanche d'août.

## Ath(7800)

### Géants de laDucasse d'Ath
- L'Aigle à deux têtes (vers 1700)
- Samson (1679)
- Ambiorix (XVIIIe siècle)
- Mademoiselle Victoire (1793, recréée en 1860)
- Le Cheval Bayard (1462, recréé en 1948)
- Goliath (attesté dès 1481)
- Madame Goliath (1715)

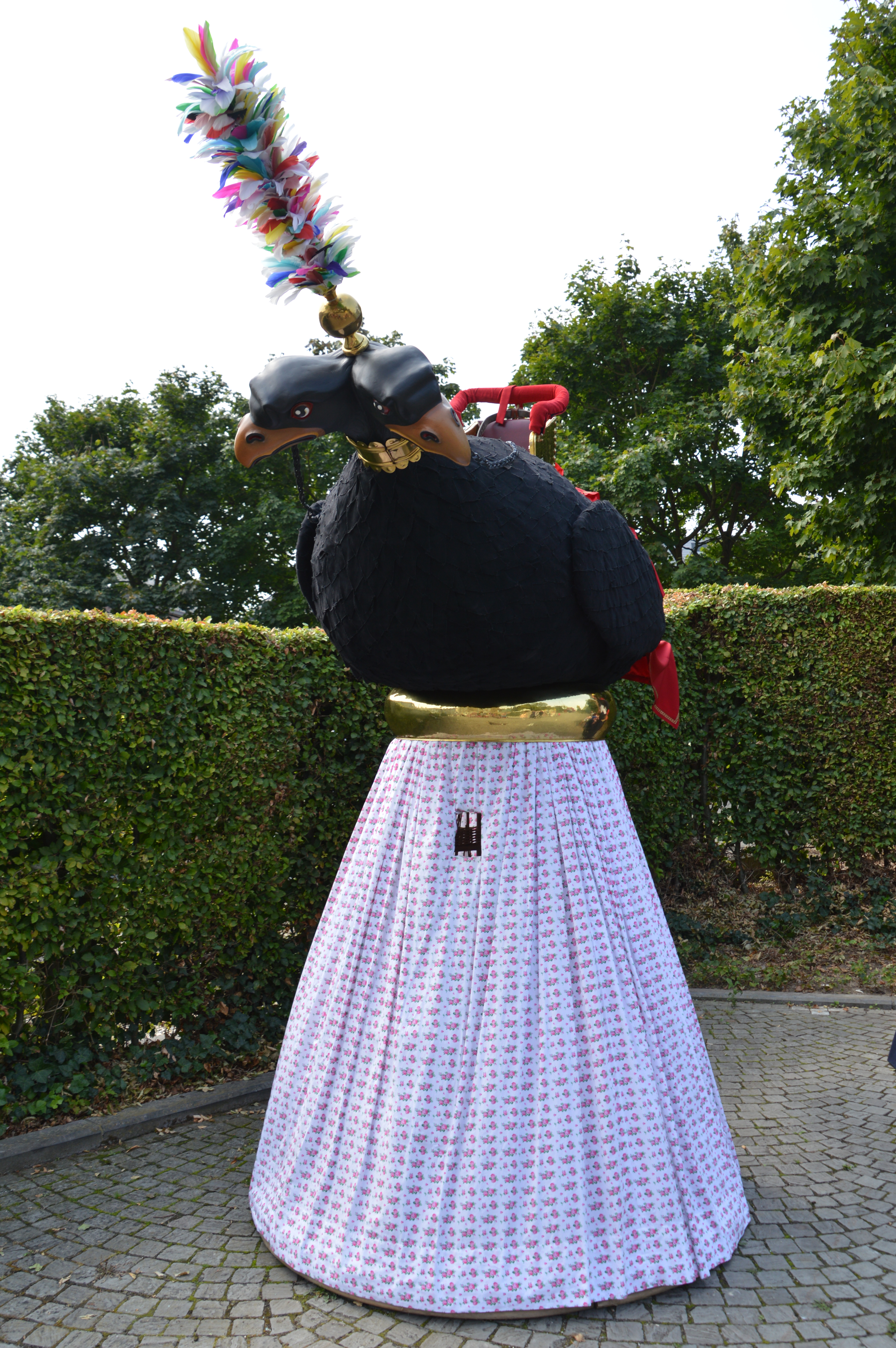
L'Aigle à deux têtes
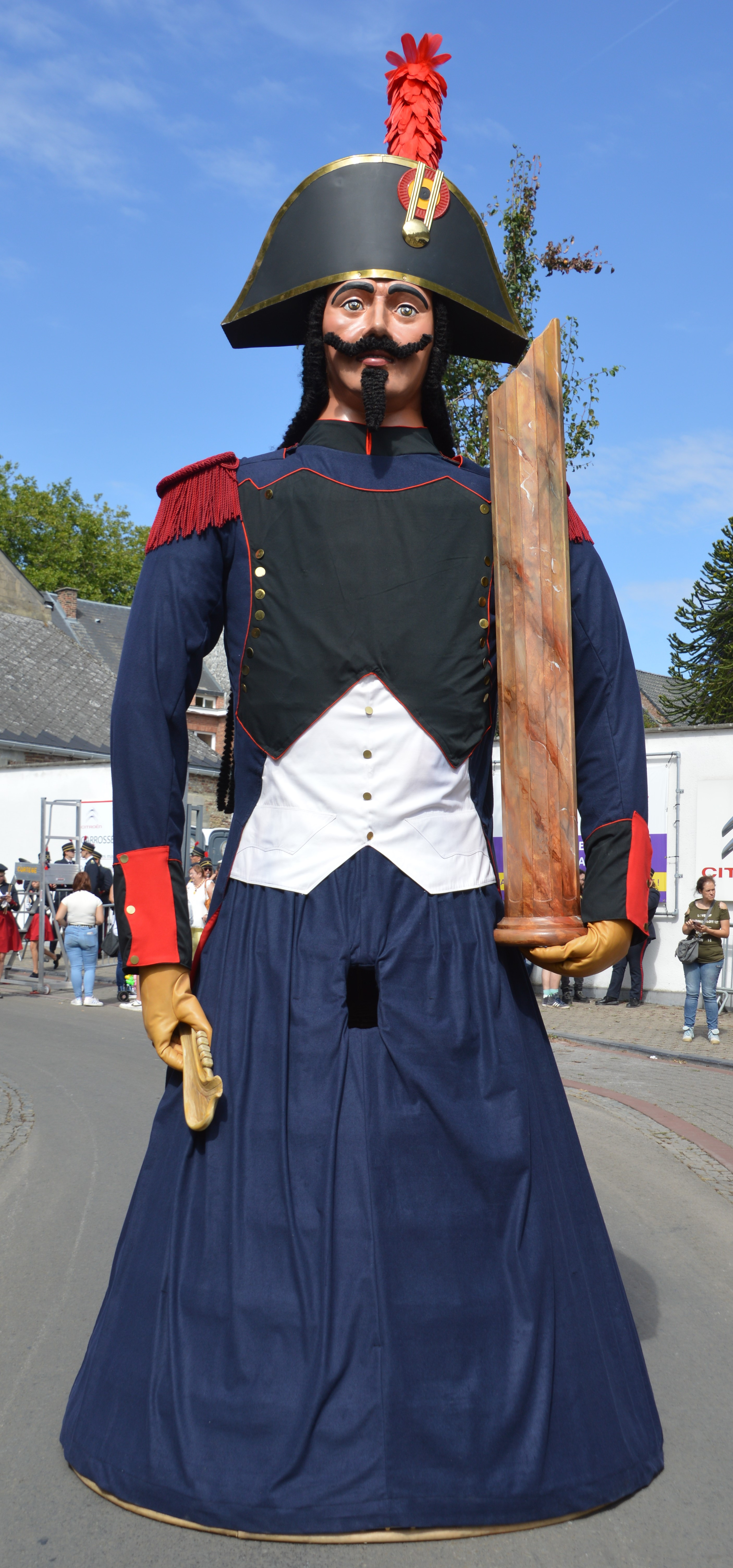
Samson
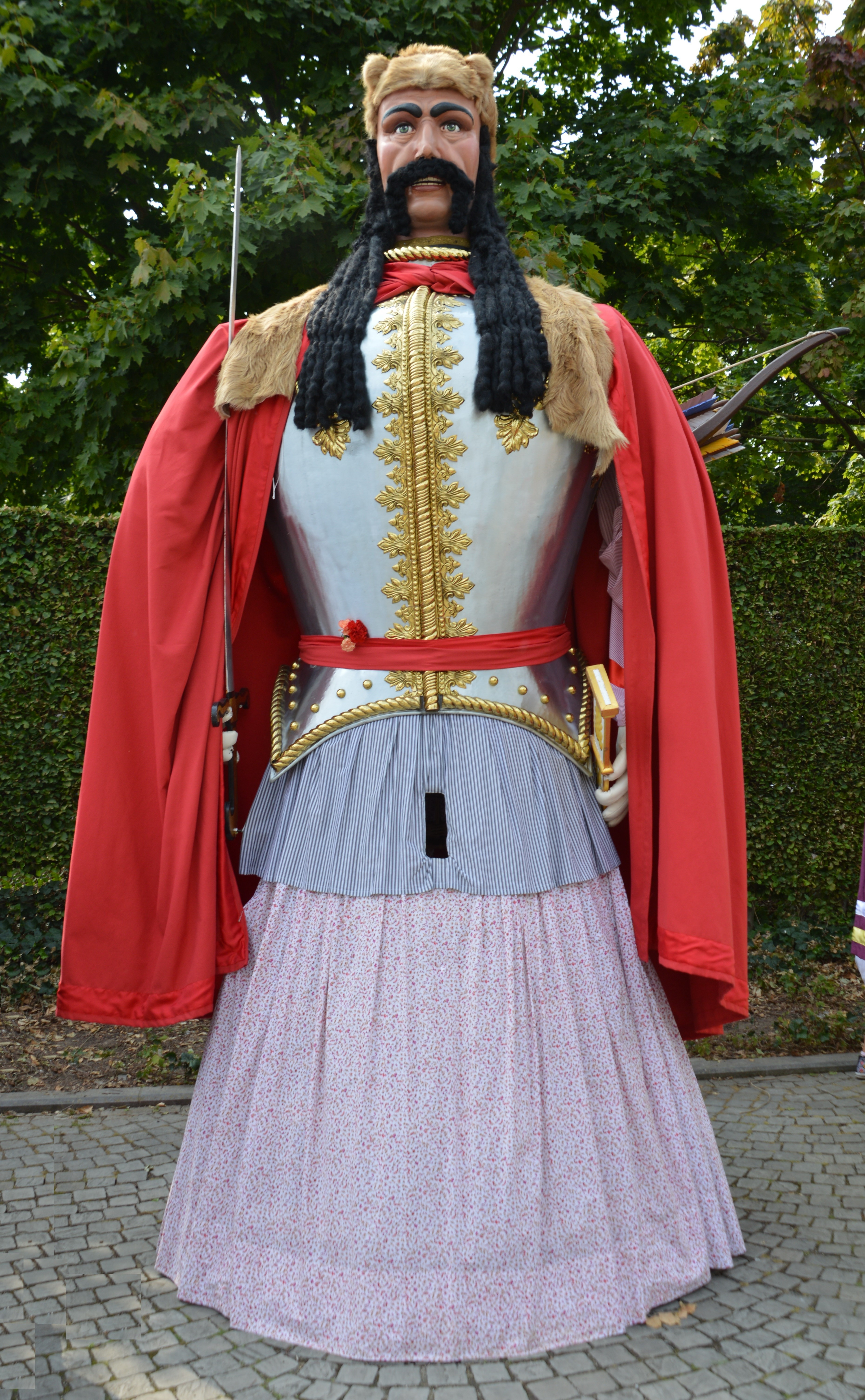
Ambiorix
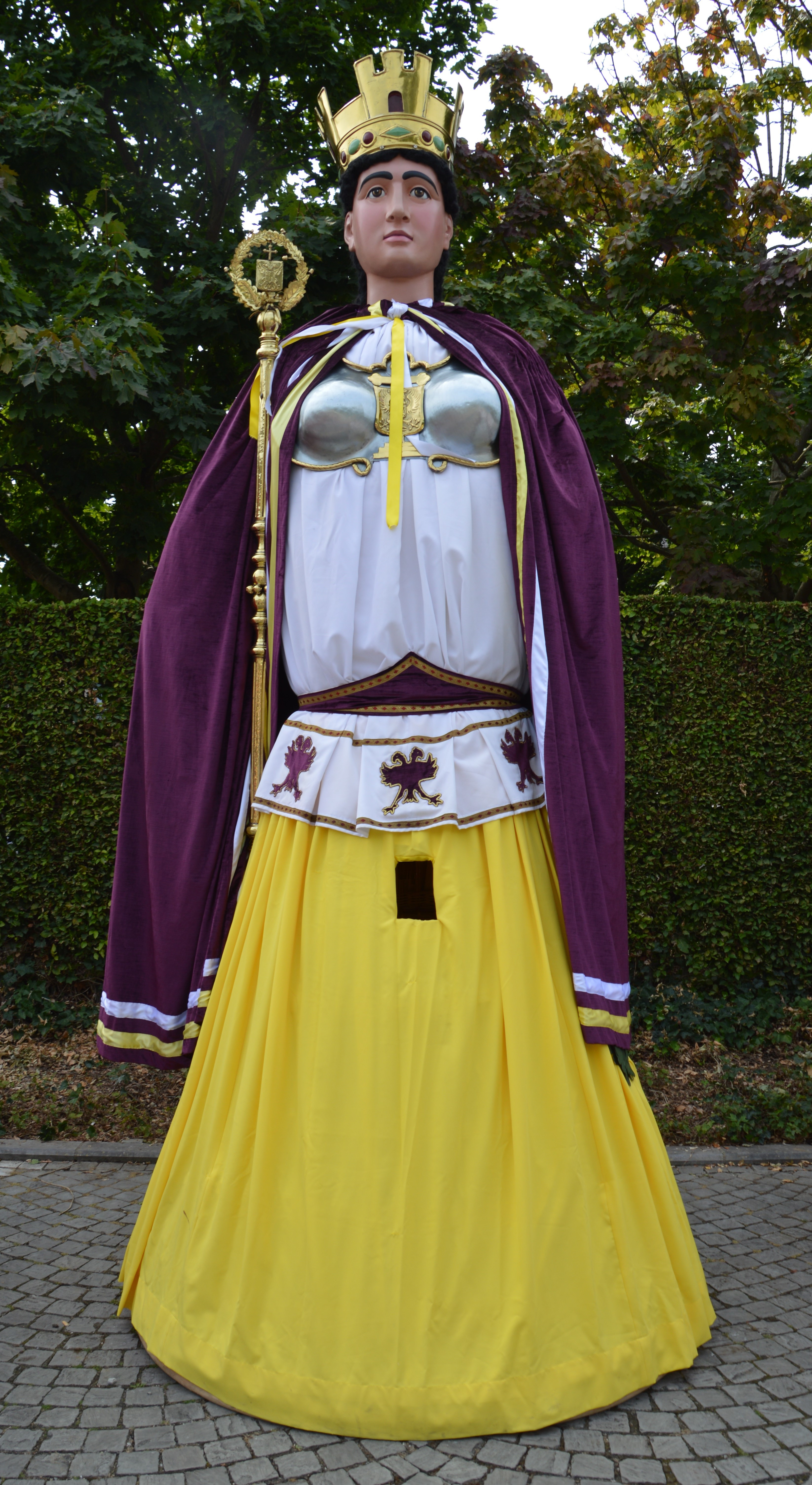
Mademoiselle Victoire
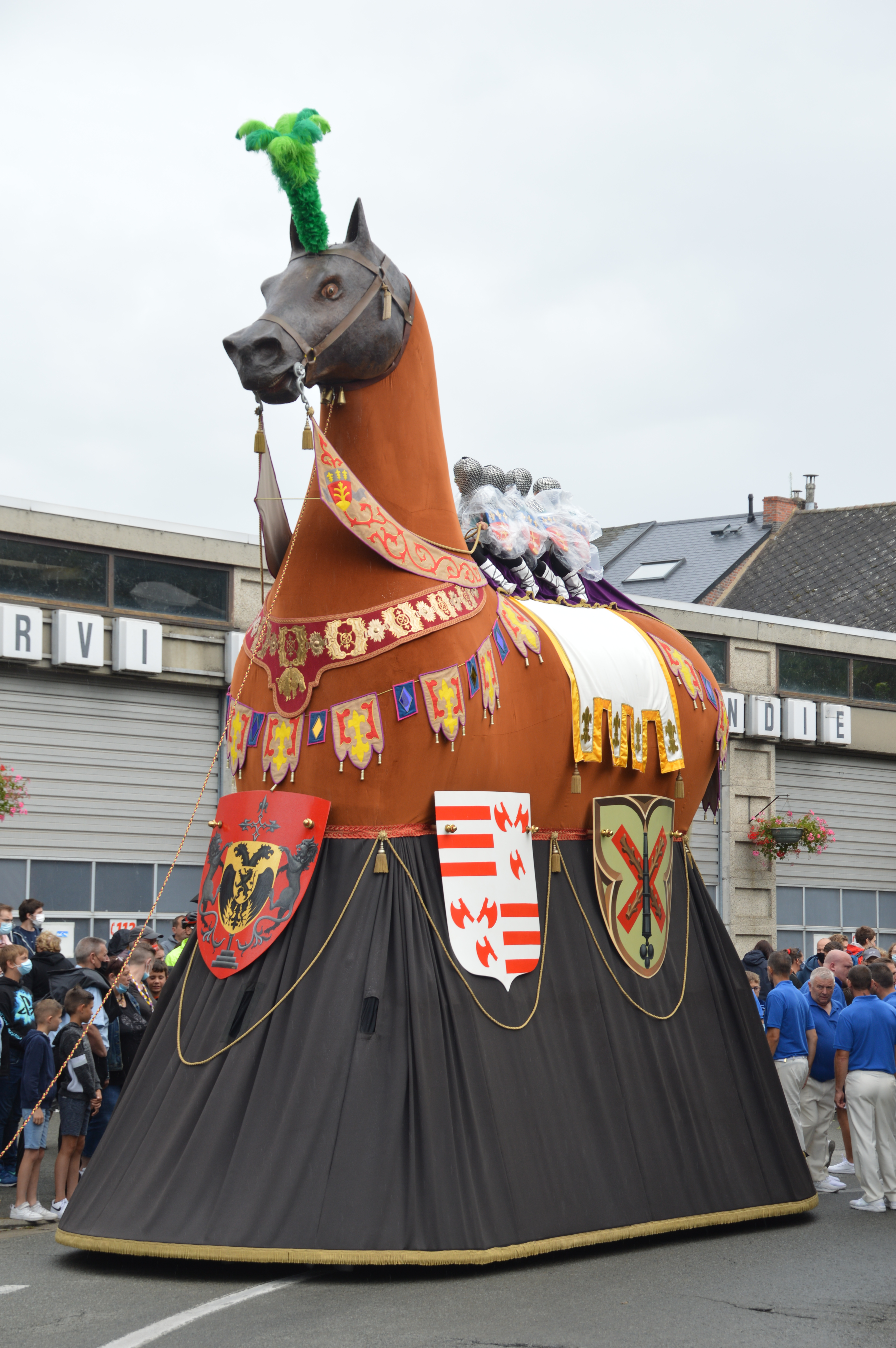
Le Cheval Bayard
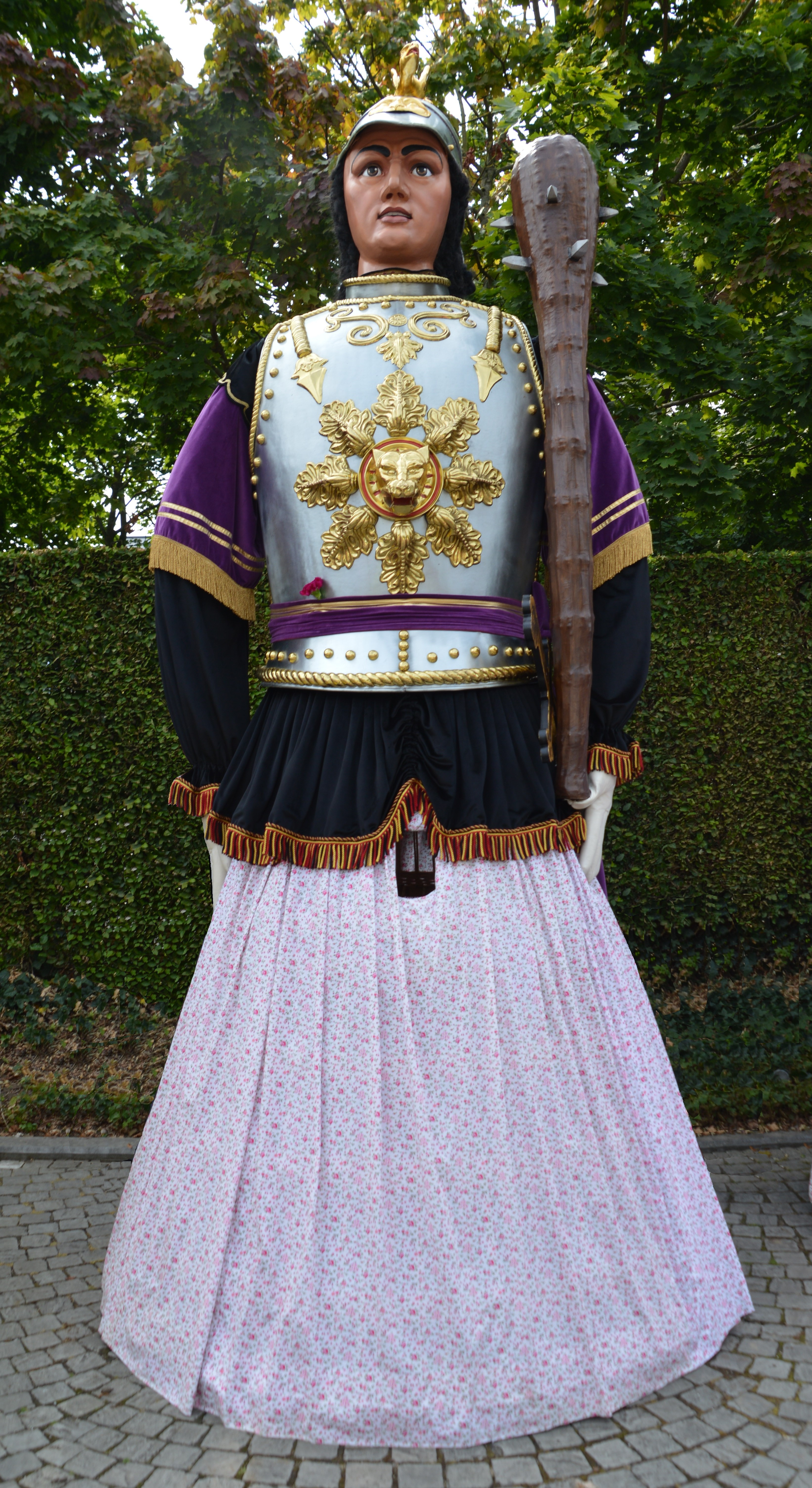
Goliath
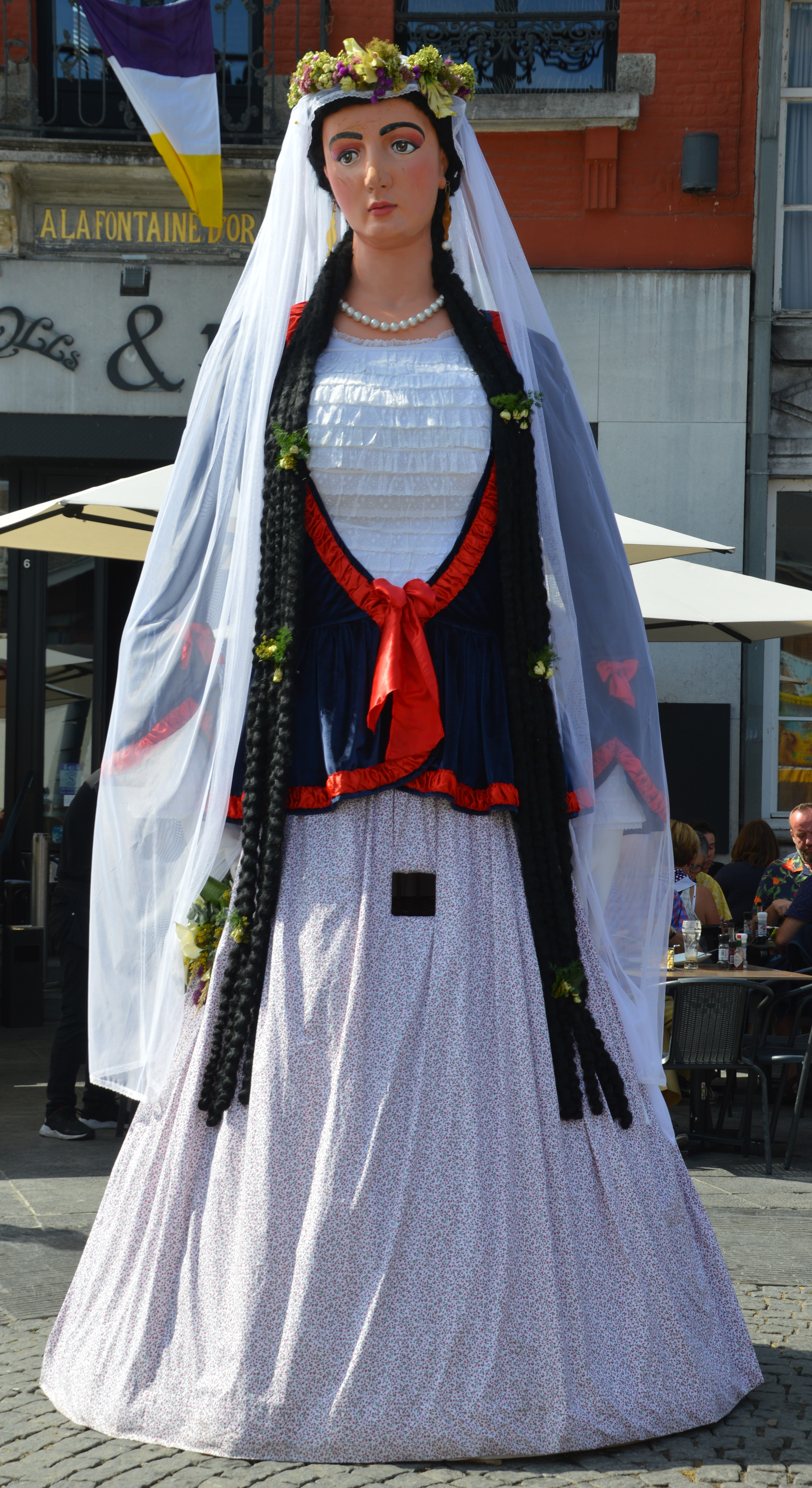
Madame Goliath

### Faubourg de Bruxelles (Lorette)
- Coupi le Renard (1985) : personnage d'une légende créée par René Sansen.
- Le Crollé (1996, recréé en 2019) : personnage d'une légende créée par René Sansen.
- Le Petit Coupi (recréé en 2019) : miniature de Coupi le Renard.

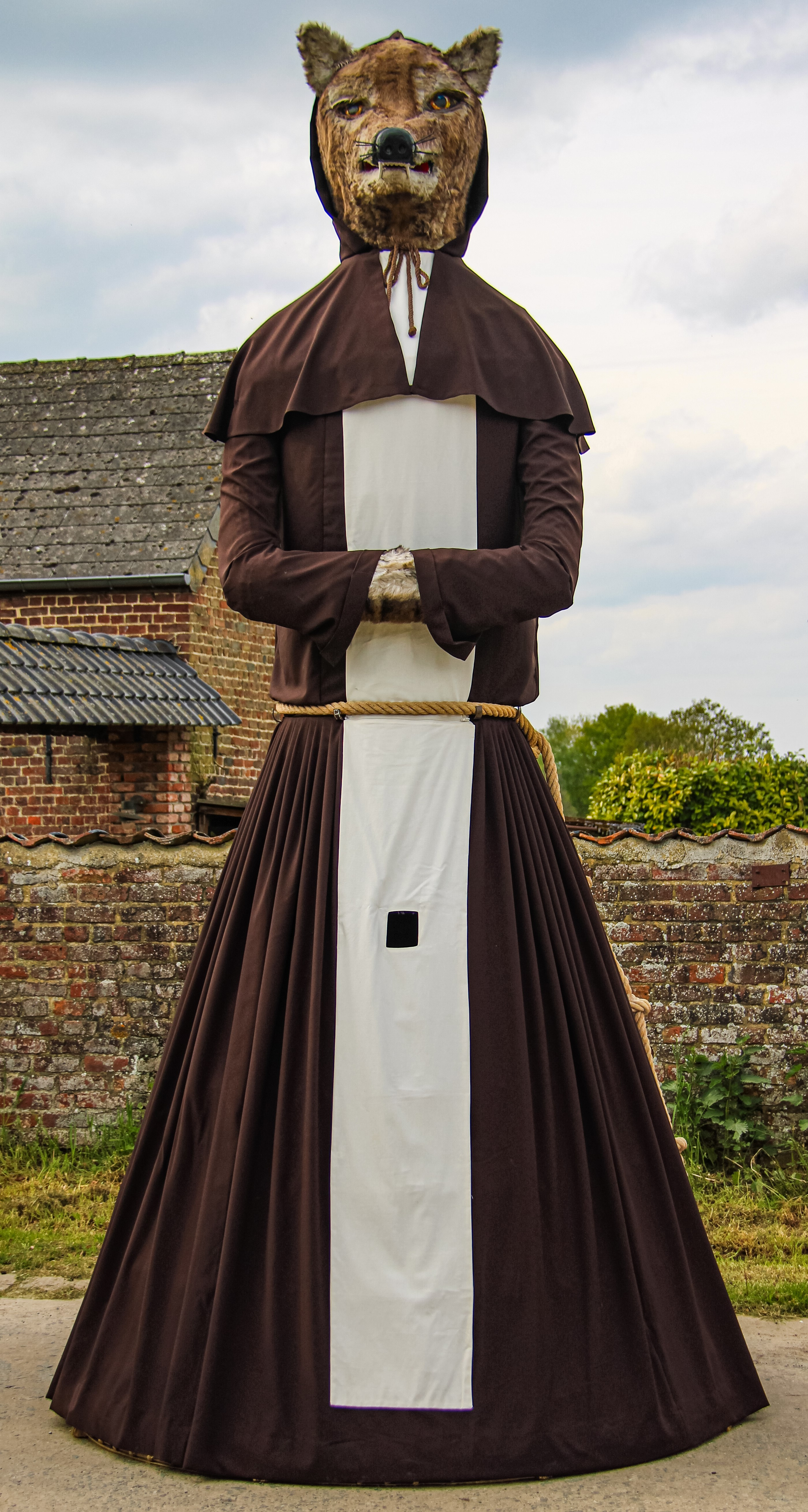
Coupi le Renard
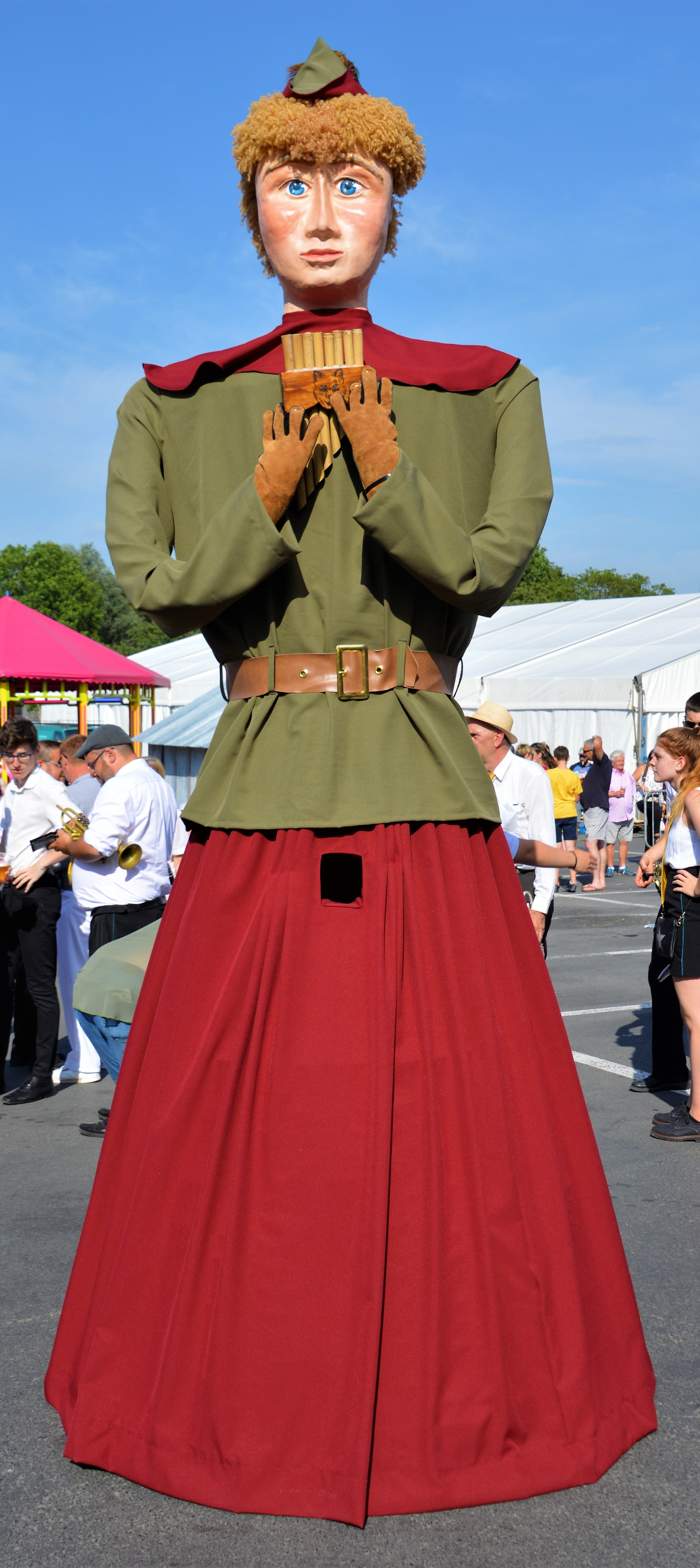
Le Crollé

### Faubourg de Mons
- Moumouche et Mouchette (1946) : créateur de la Ducasse à Baudet (dimanche de la Trinité) et sa compagne.
- Le Baudet (1976) : symbole de la Ducasse à Baudet.
- Adrien (1991) : animateur de la Ducasse à Baudet.

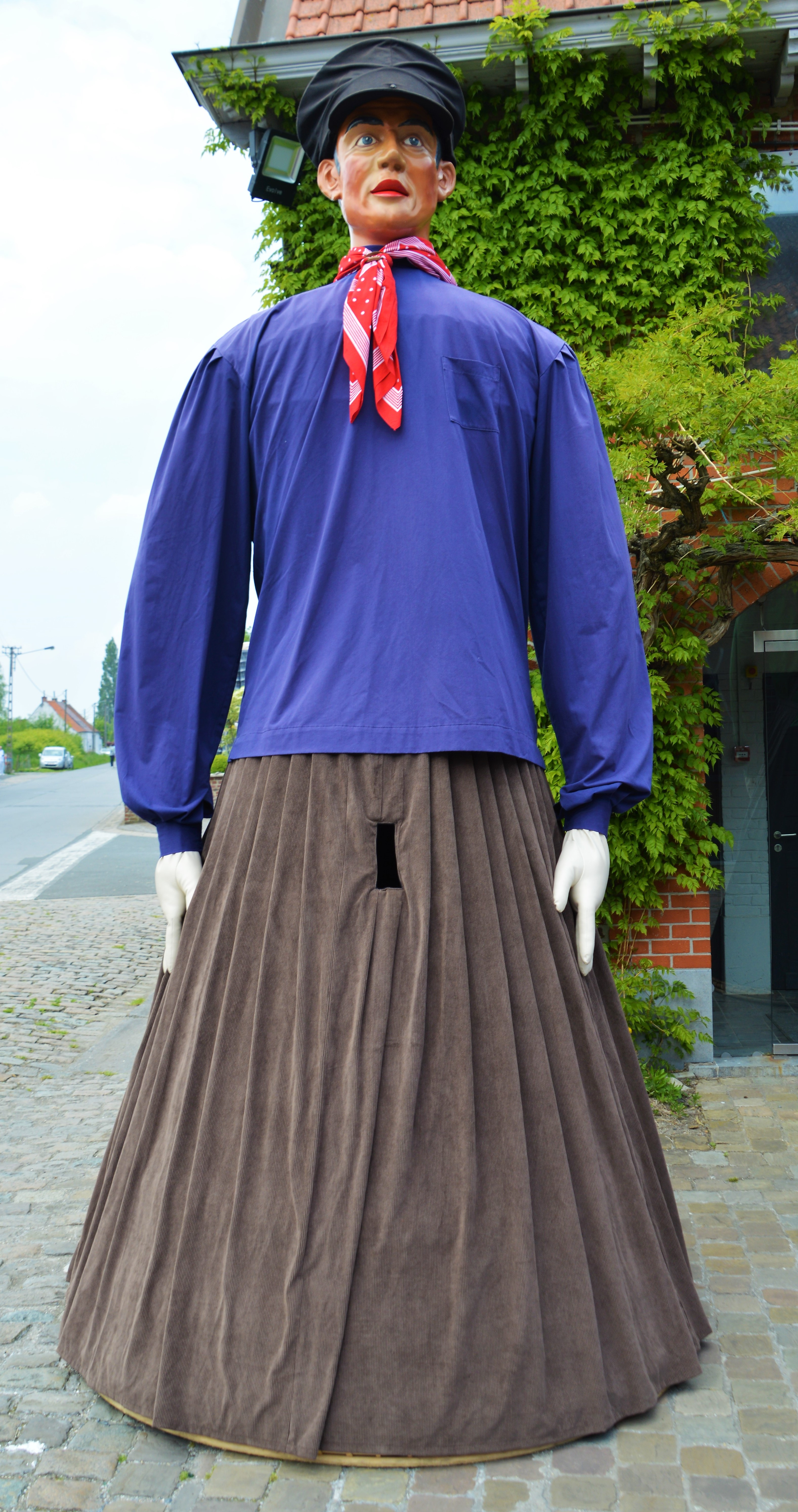
Moumouche
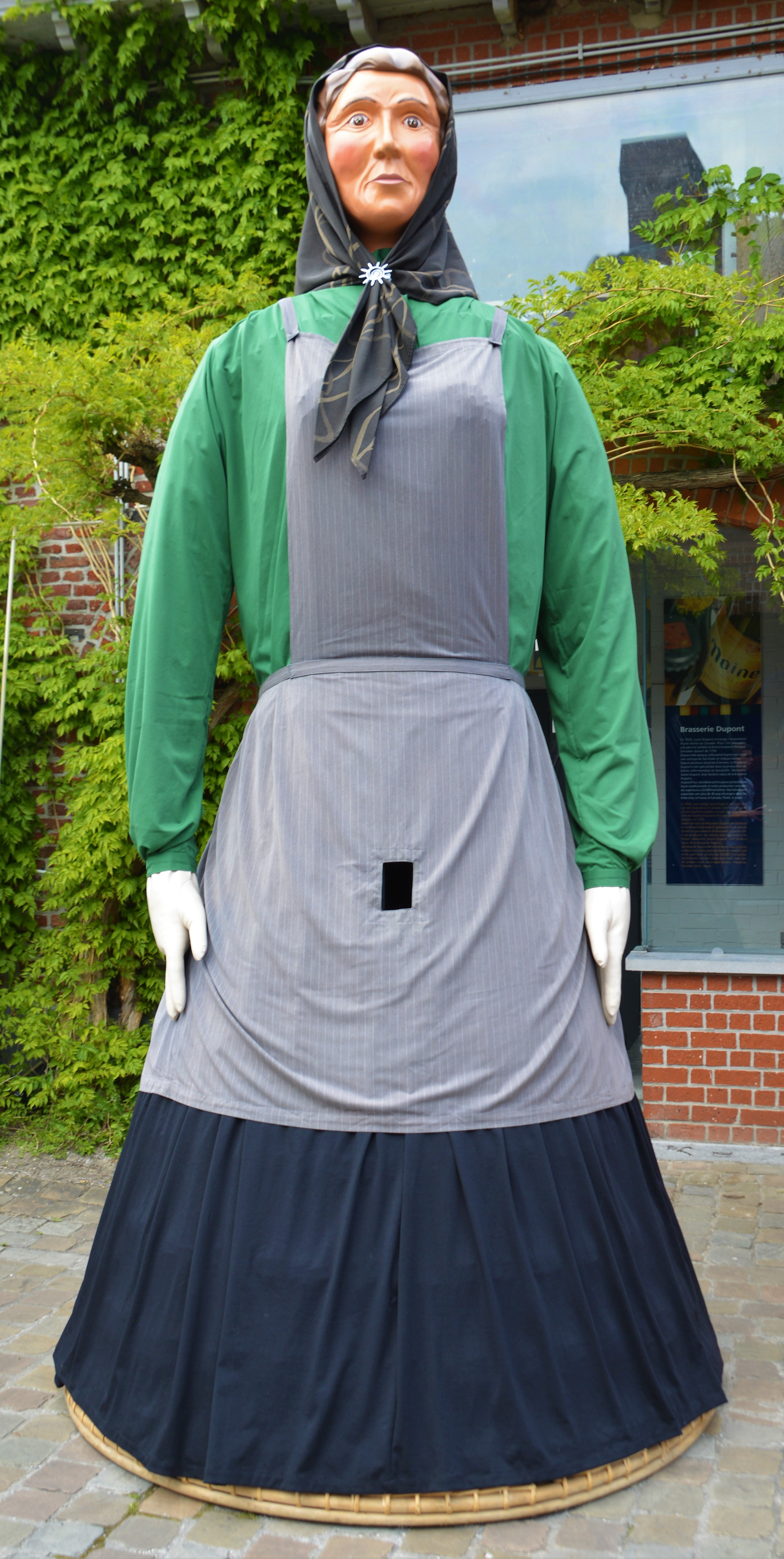
Mouchette
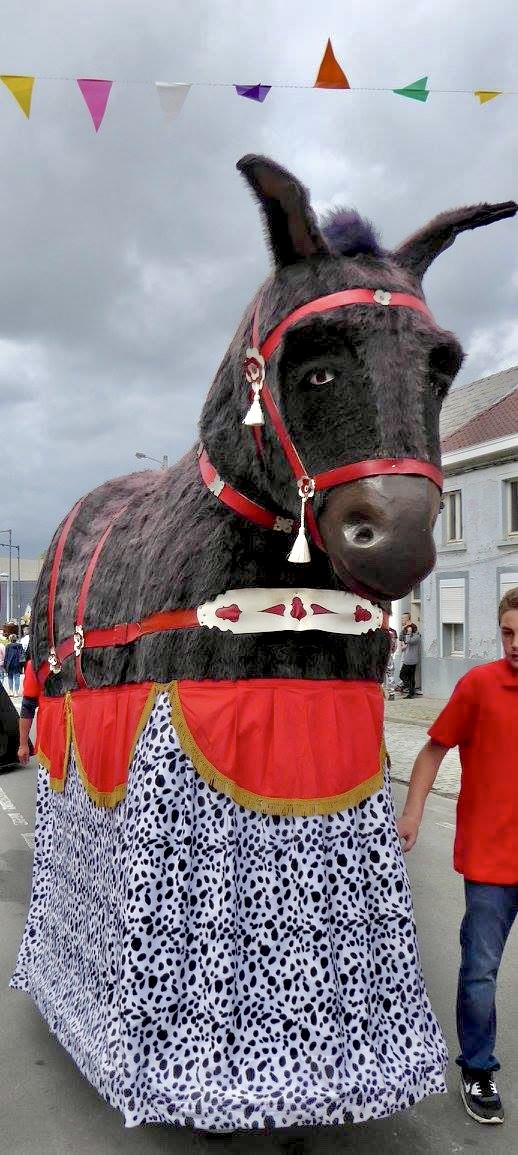
Le Baudet
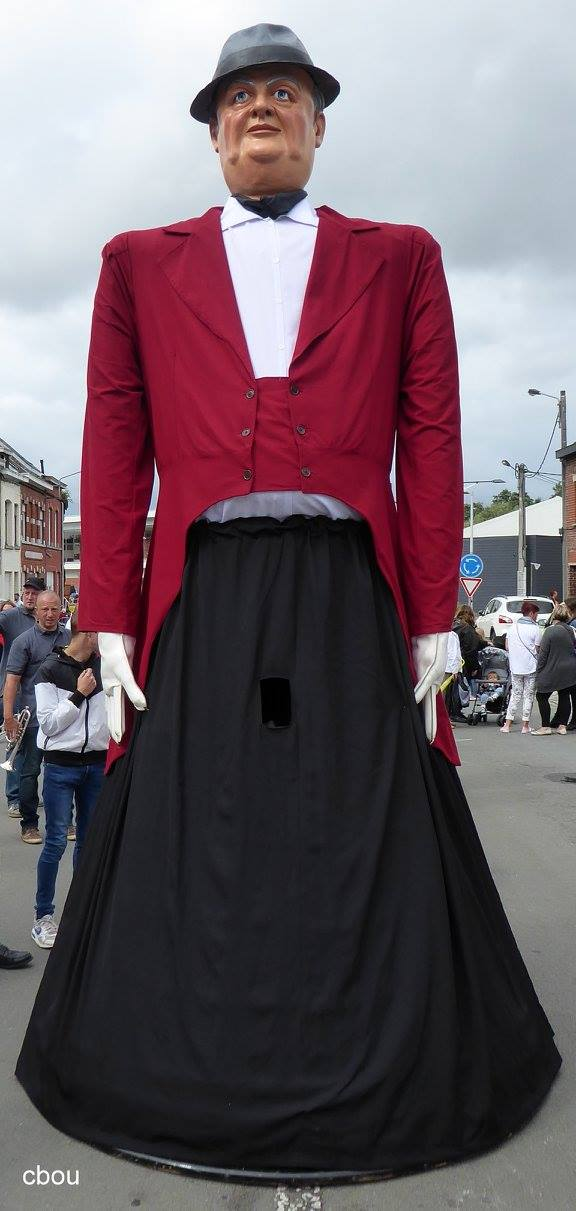
Adrien

### Faubourg de Tournai
- Le Canonnier (1990) : homme de troupe de l'ancienne confrérie des canonniers-arquebusiers de Sainte Marguerite d'Ath.
- La Cantinière (1998) : cantinière de l'ancienne confrérie des canonniers-arquebusiers de Sainte Marguerite d'Ath.

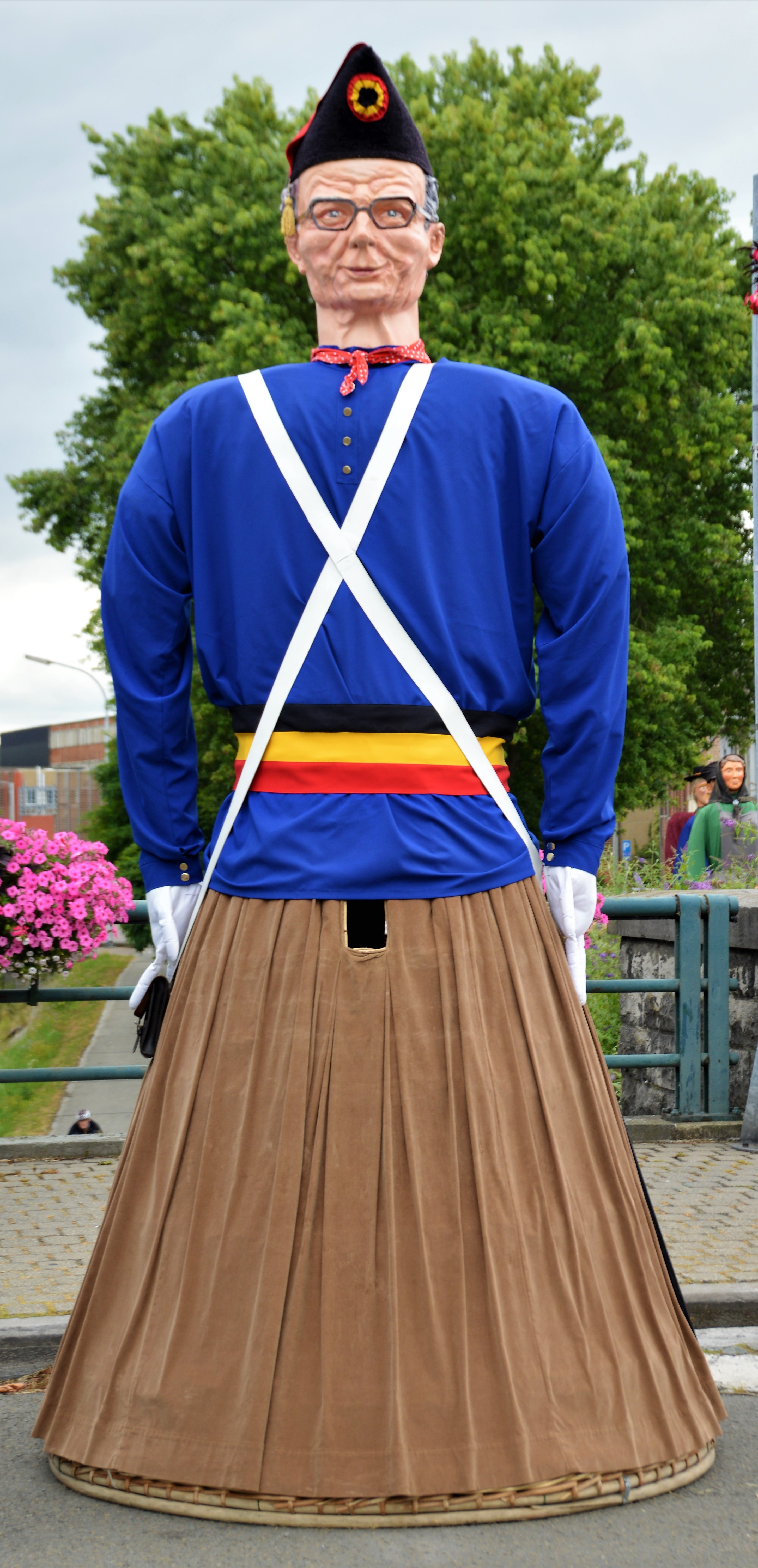
Le Canonnier
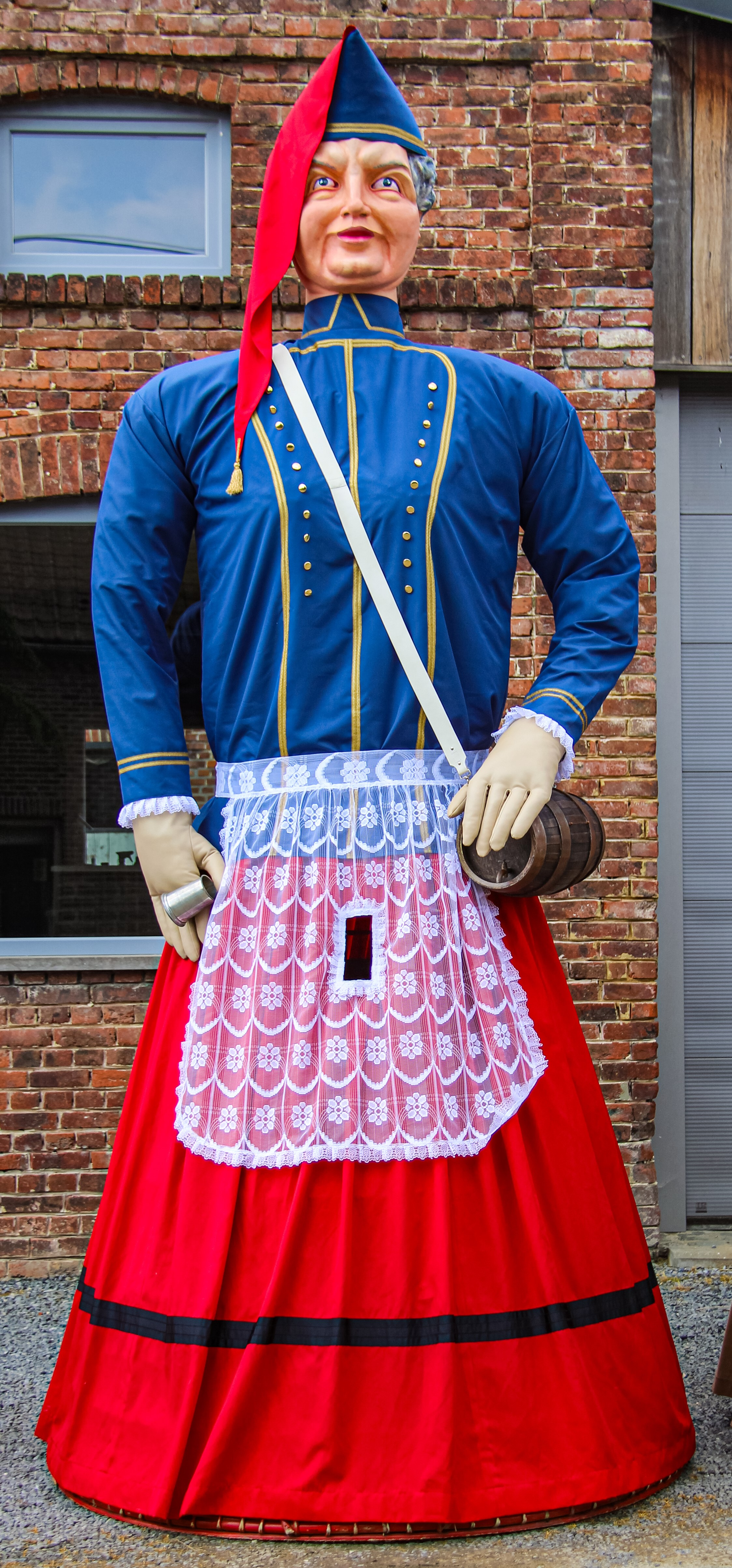
La Cantinière

### Centre-Ville
- Guillaume le Seigneur du Bois du Renard (1986, recréé en 2018) : personnage de la légende de Coupi le Renard. Ce géant a eu plusieurs versions dont la dernière date de 2022., il est actuellement inactif.
- Le Père Hennepin (1987, recréé 1991) : missionnaire et explorateur athois.
- Vauban le Maréchal (1997) : maréchal de France, bâtisseur des anciennes fortifications de la ville d'Ath. Ce géant a eu 4 versions (1997, 1998, 2000 et 2014).
- Tirant l'Ancien (1991) : recréation du géant des archers présent dans le cortège de la Ducasse avant sa transformation en Ambiorix en 1850.
- Baden-Powell (1998) : fondateur du scoutisme.
- Baudouin IV (2012) : comte de Hainaut au XIIe siècle, fondateur de la ville d'Ath.
- Eul Touyout (2014) : musicien de la formation musicale « Touyout Band », géant inactif.
- Le Jardinier du Pays Vert (2017) : symbole du Pays-Vert (région athoise).
- Alix de Namur (2018) : comtesse de Hainaut, épouse de Baudouin IV.
- Jean Zuallart (2019) : bourgmestre de la ville, historien et explorateur.
- Benja (2024) : géant à l'effigie de Benjamin Vandenhoven[1].

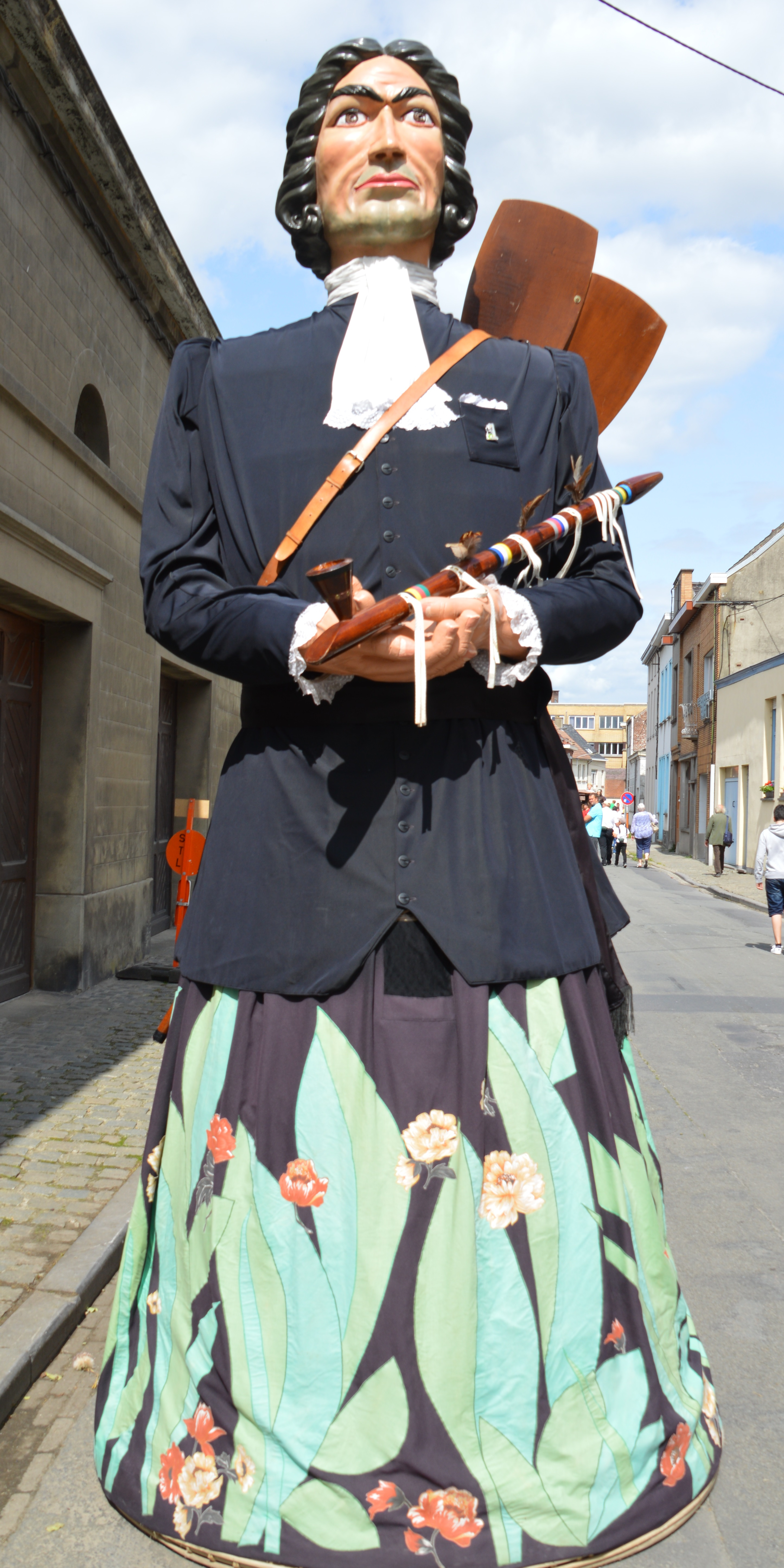
Le Père Hennepin
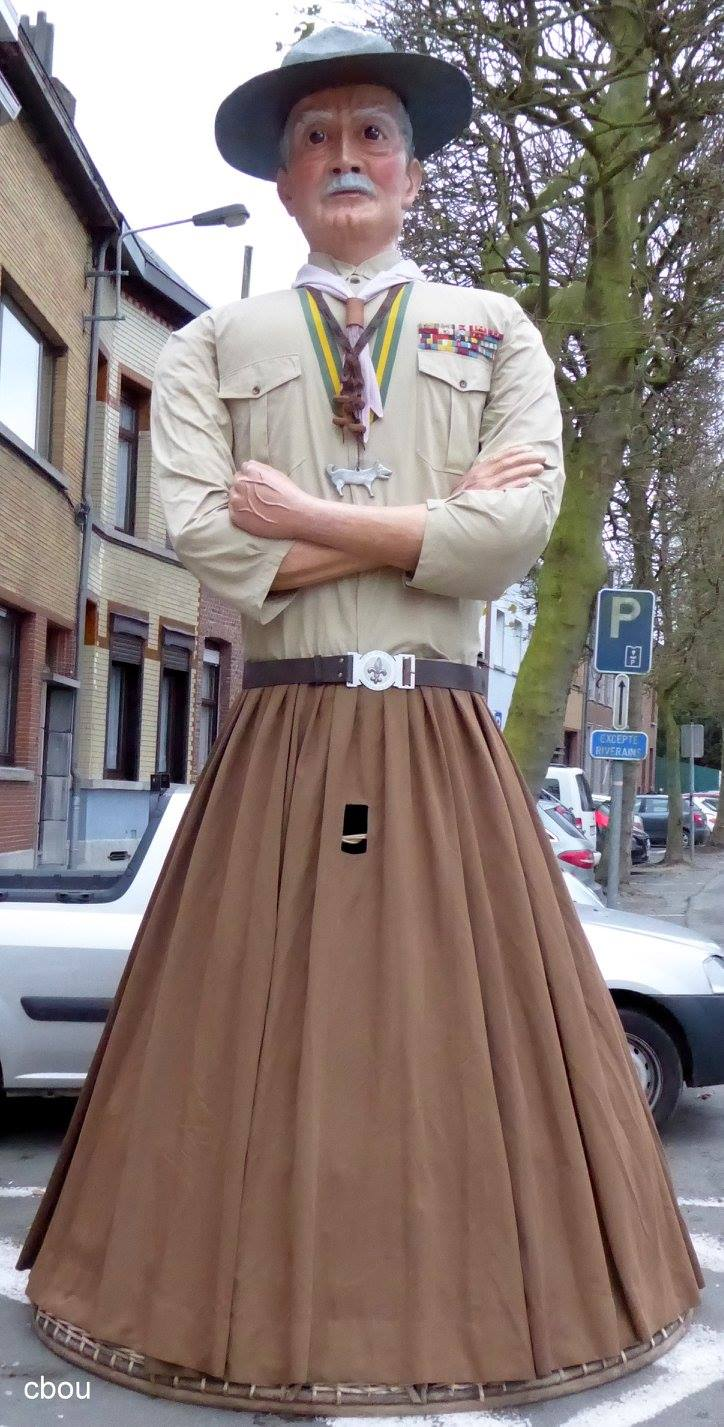
Baden-Powell
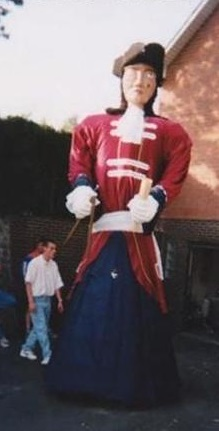
Vauban (1997)
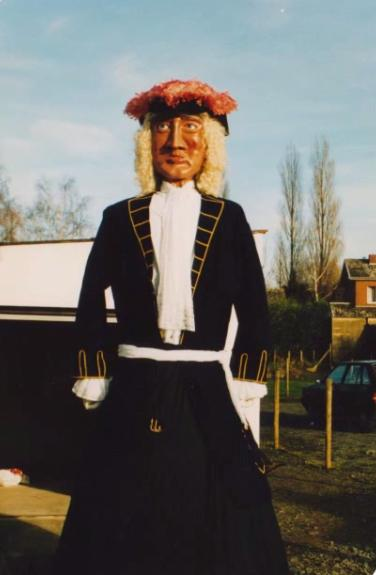
Vauban (1998-1999)
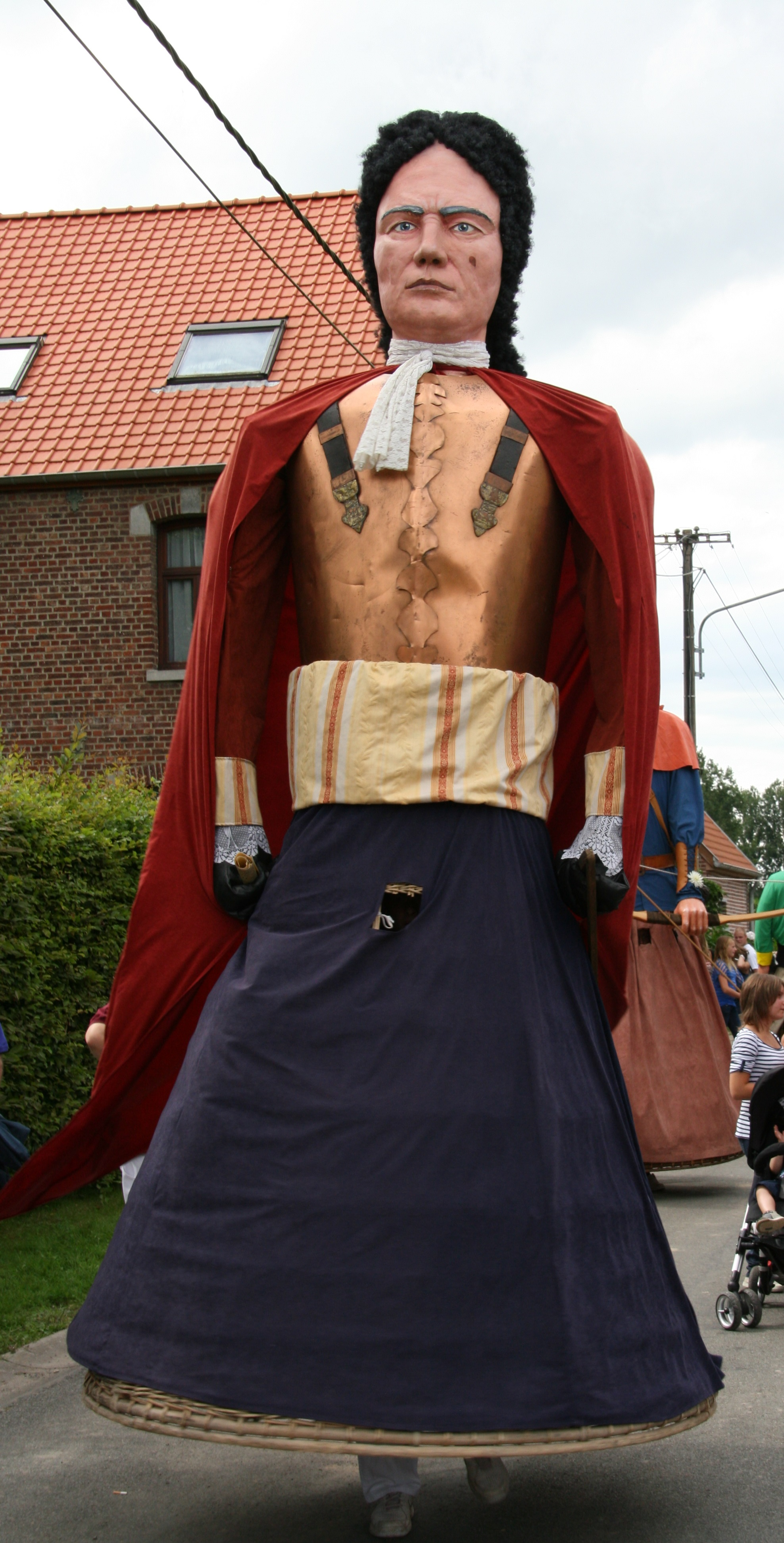
Vauban (2000-2013)
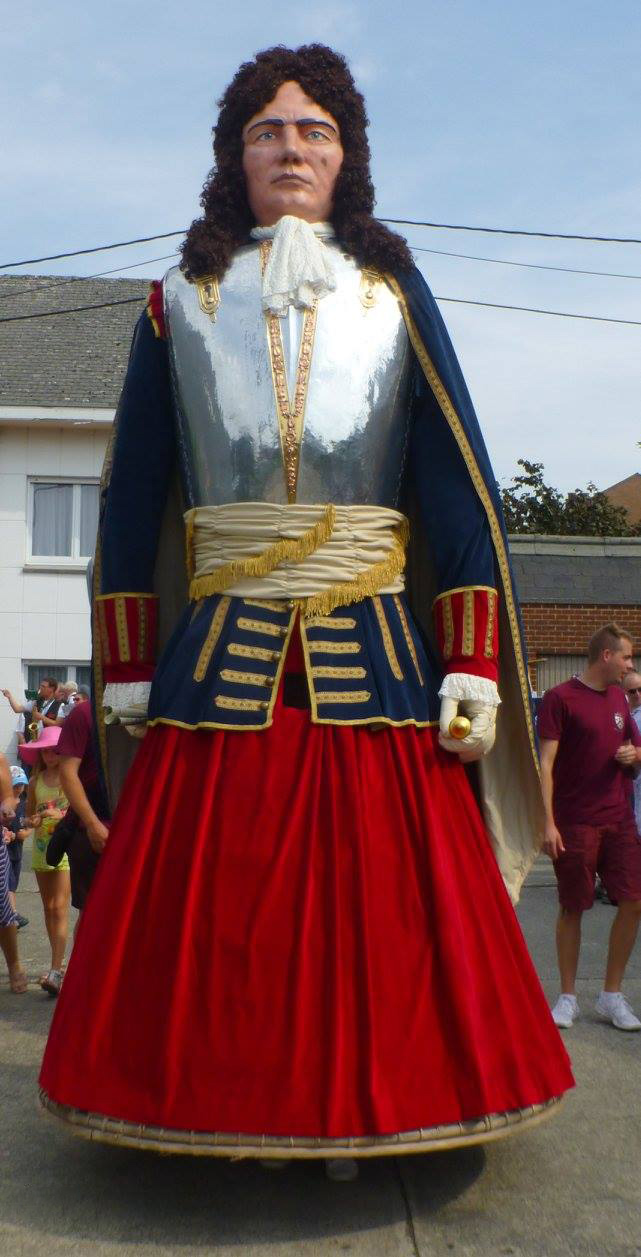
Vauban le Maréchal (2014, après sa dernière restauration)
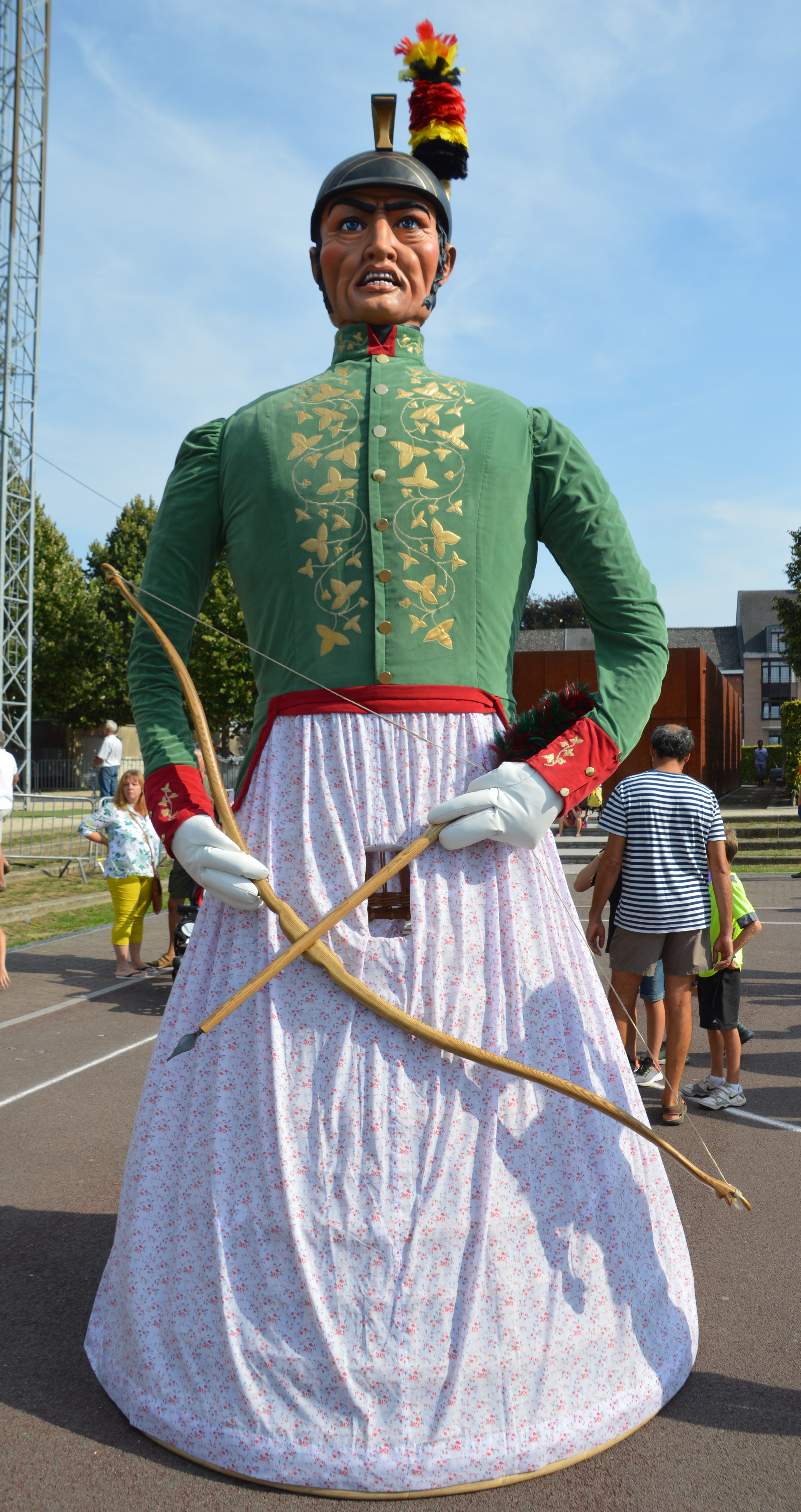
Tirant l'ancien
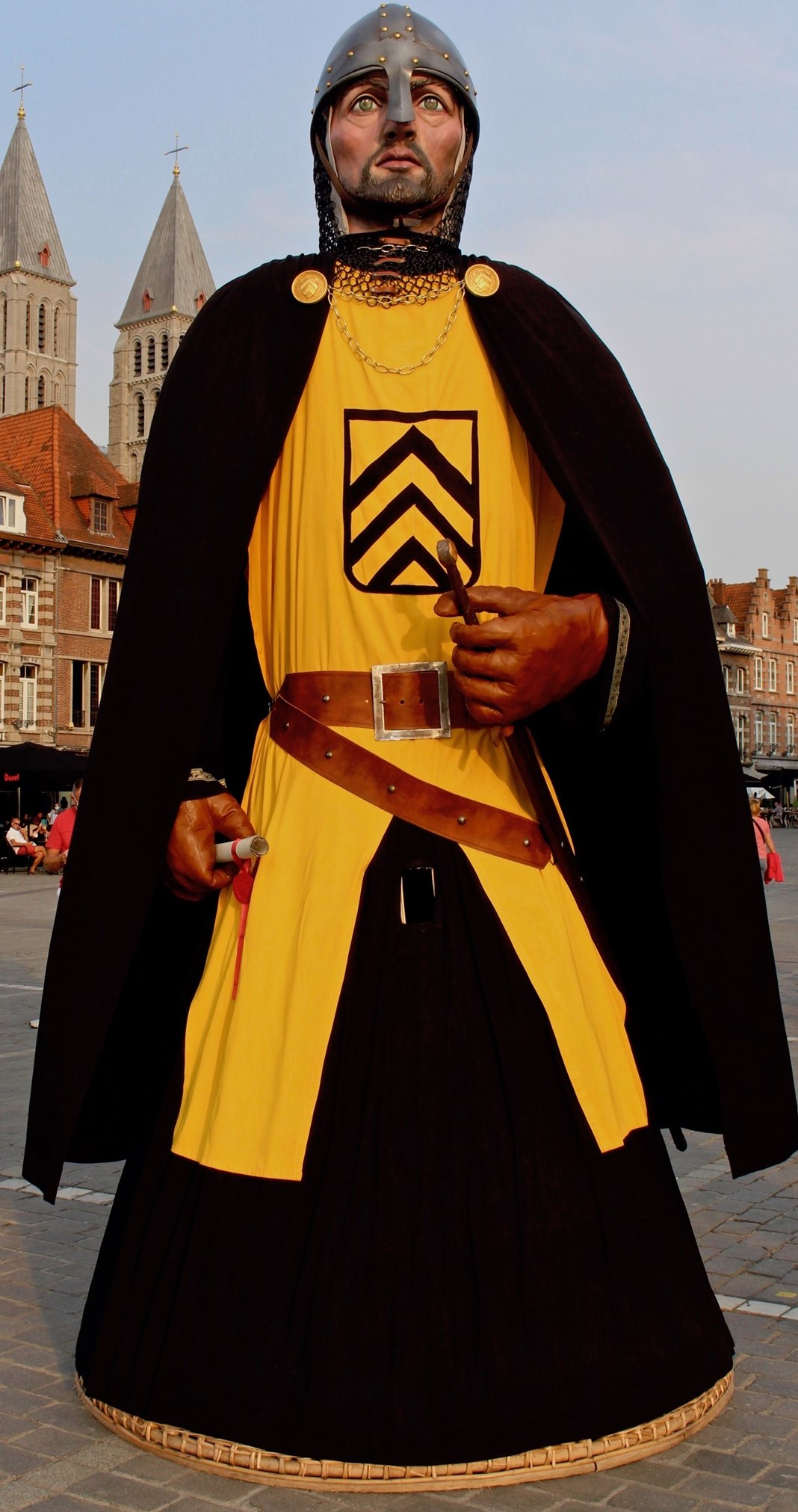
Baudouin IV
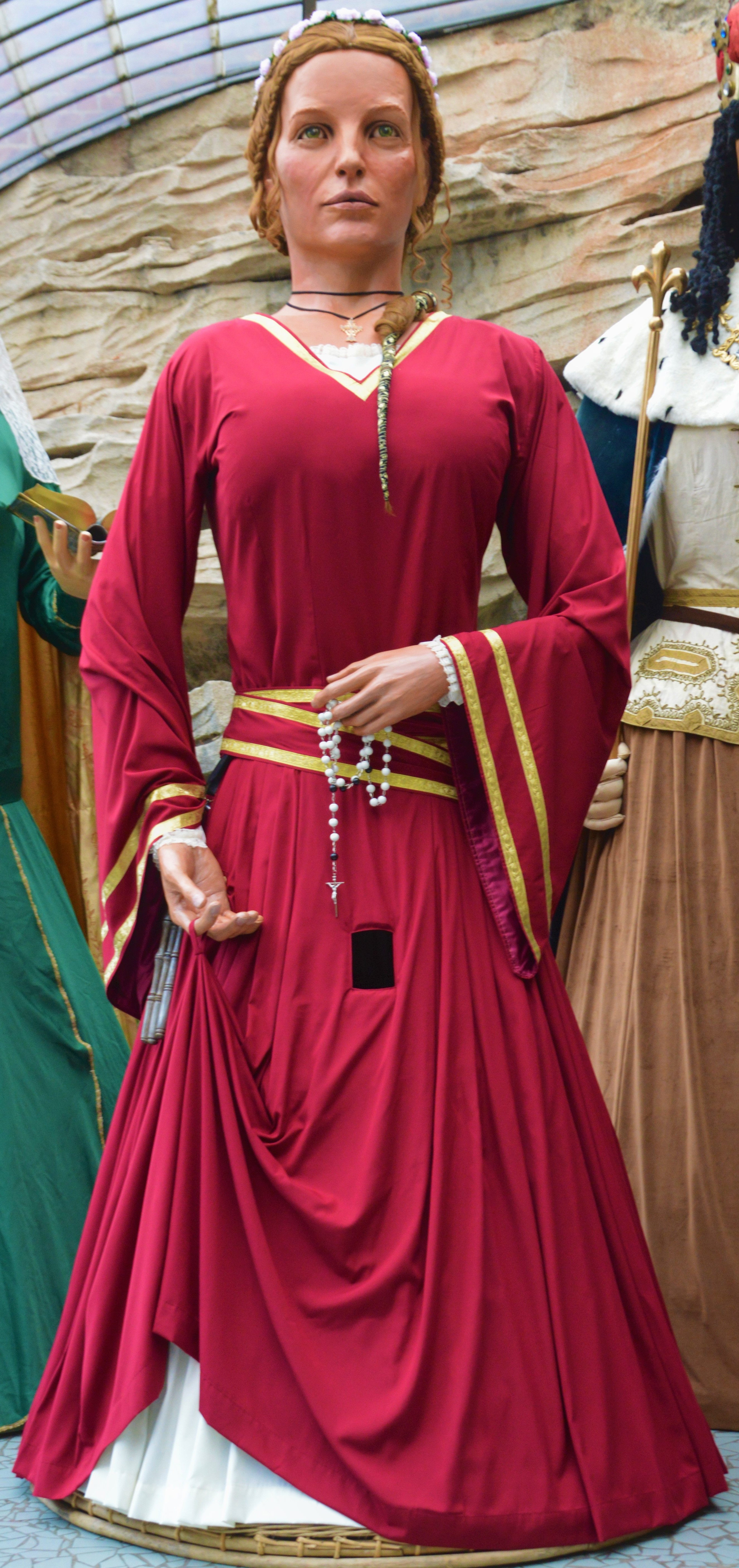
Alix de Namur
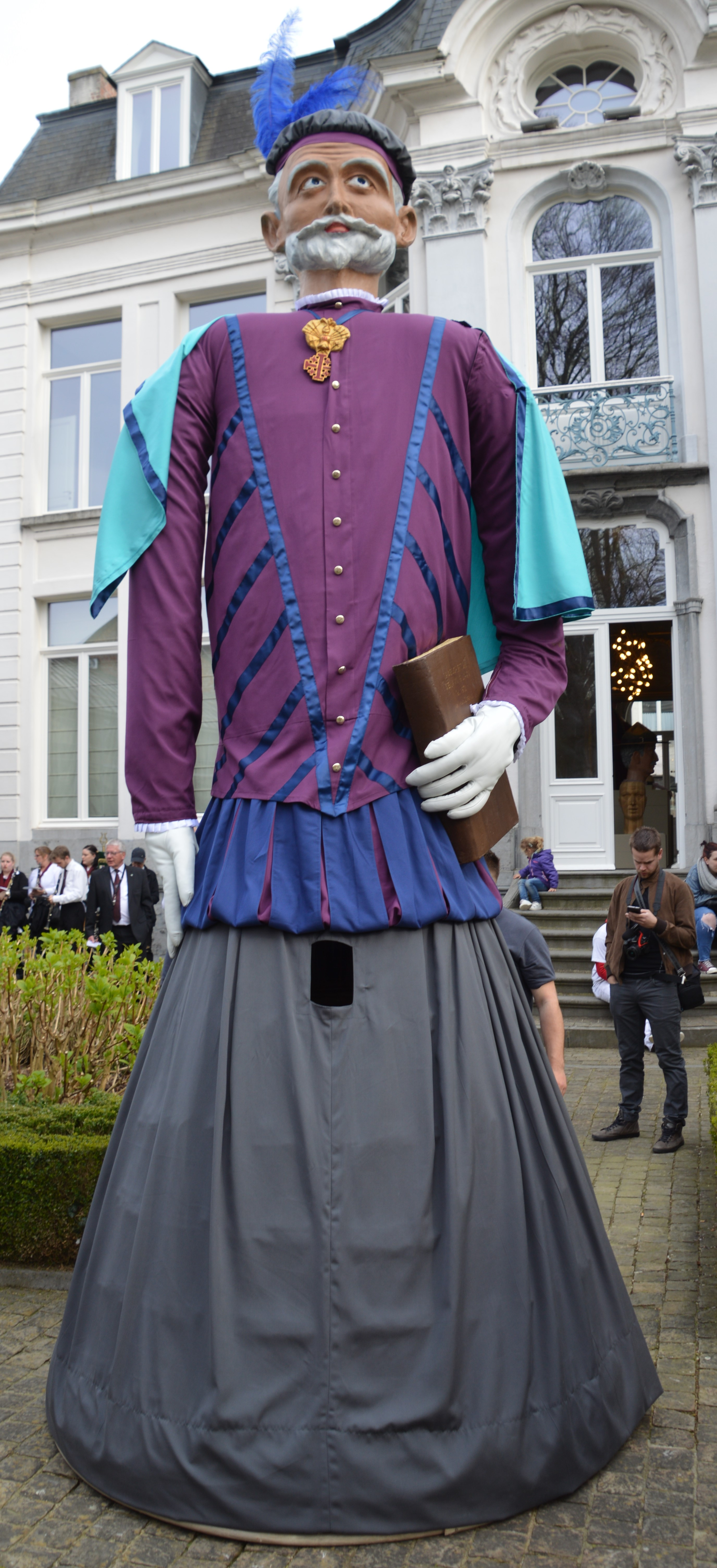
Jean Zuallart
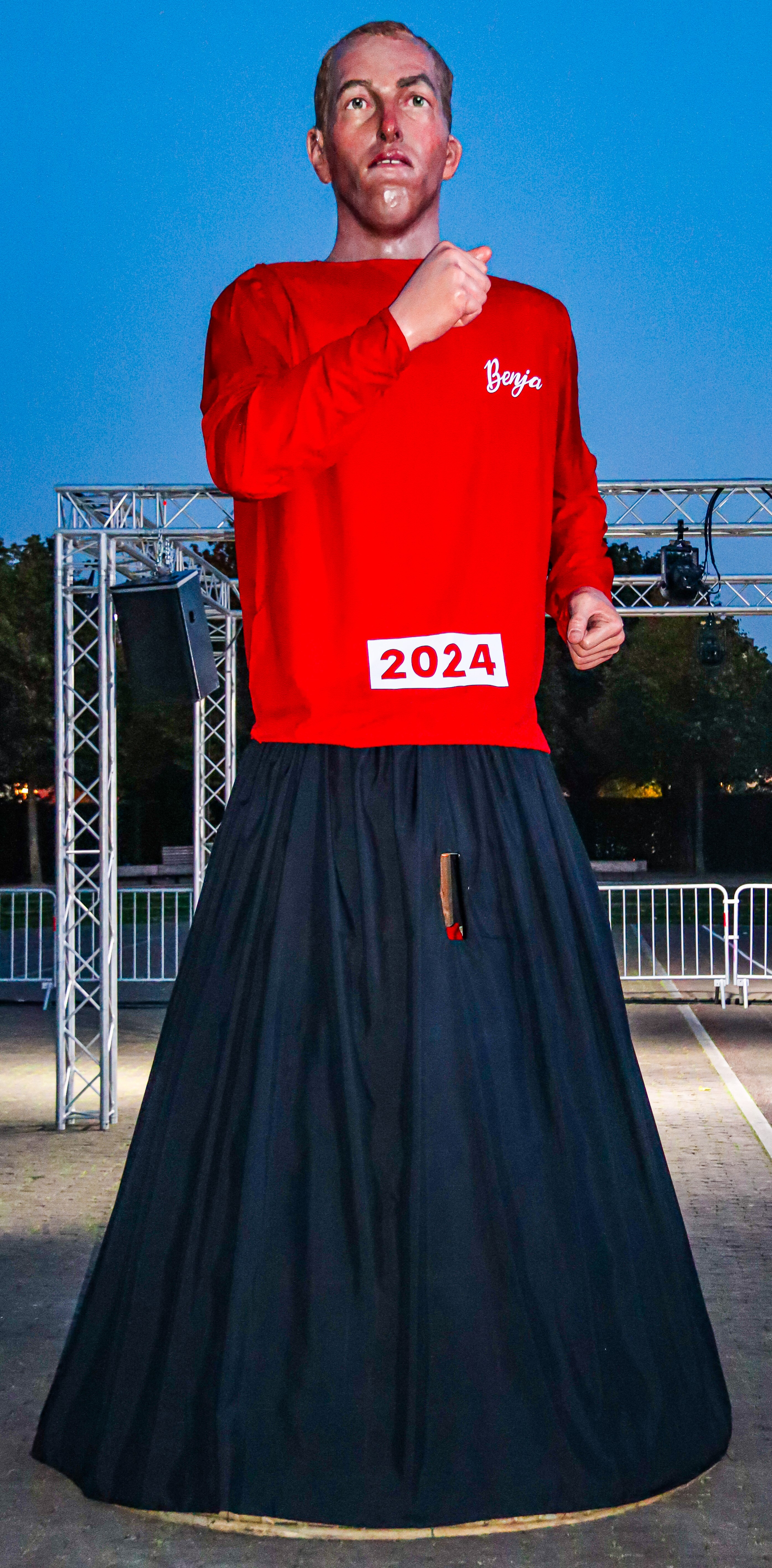
Benja

#### Géants des écoles
- Le Petit Canonnier (2006), réalisé par l'École Fondamentale Saint-François.
- Joseph l'Écolier (2009), réalisé par l'Institut Saint-Joseph.
- L'Écrinier (2024), réalisé par l'Institut Saint-Joseph.
- Délia (2025), réalisée par l'Institut Saint-François de Sales[2].

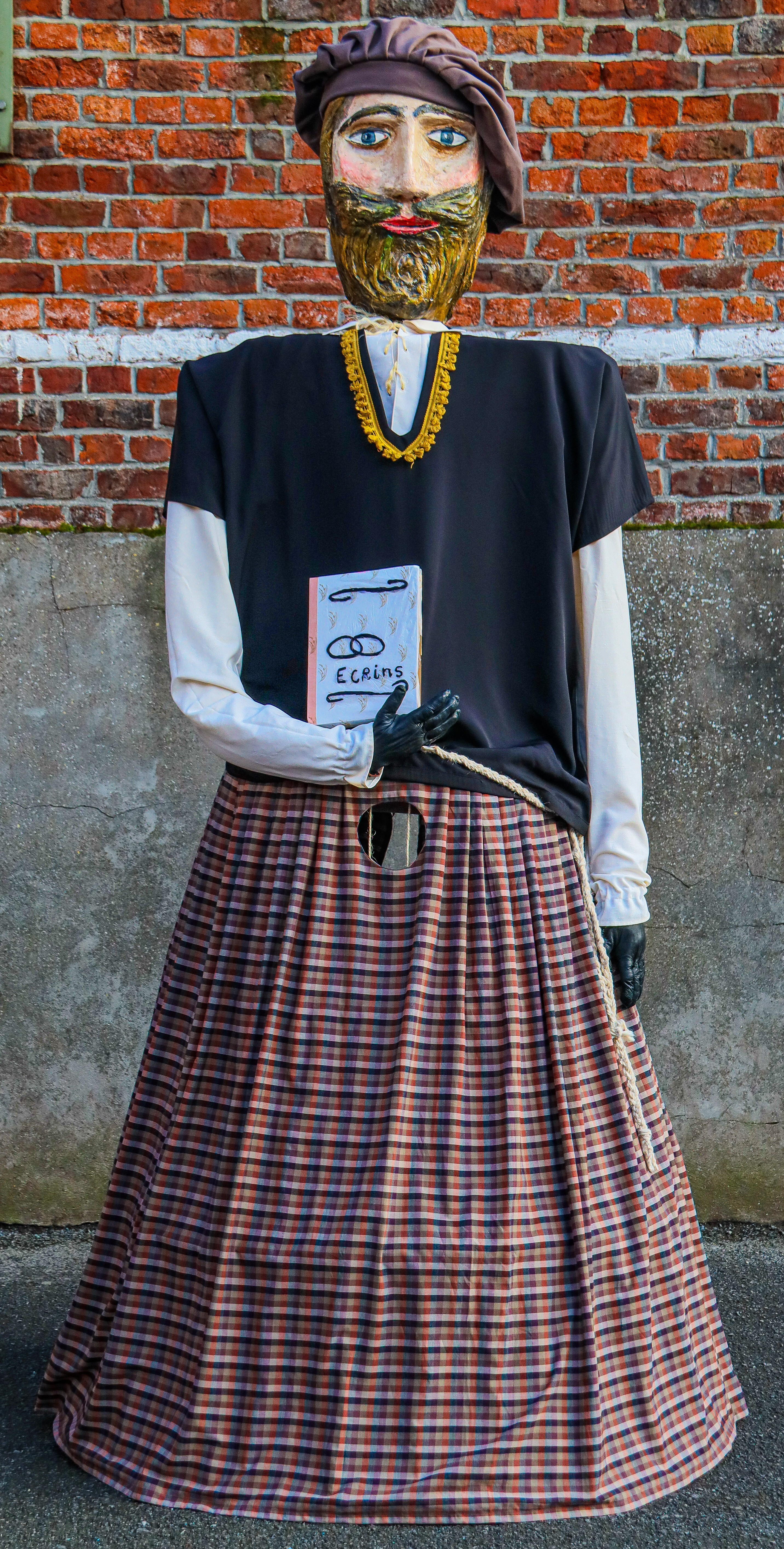
L'Écrinier (Institut Saint-Joseph)
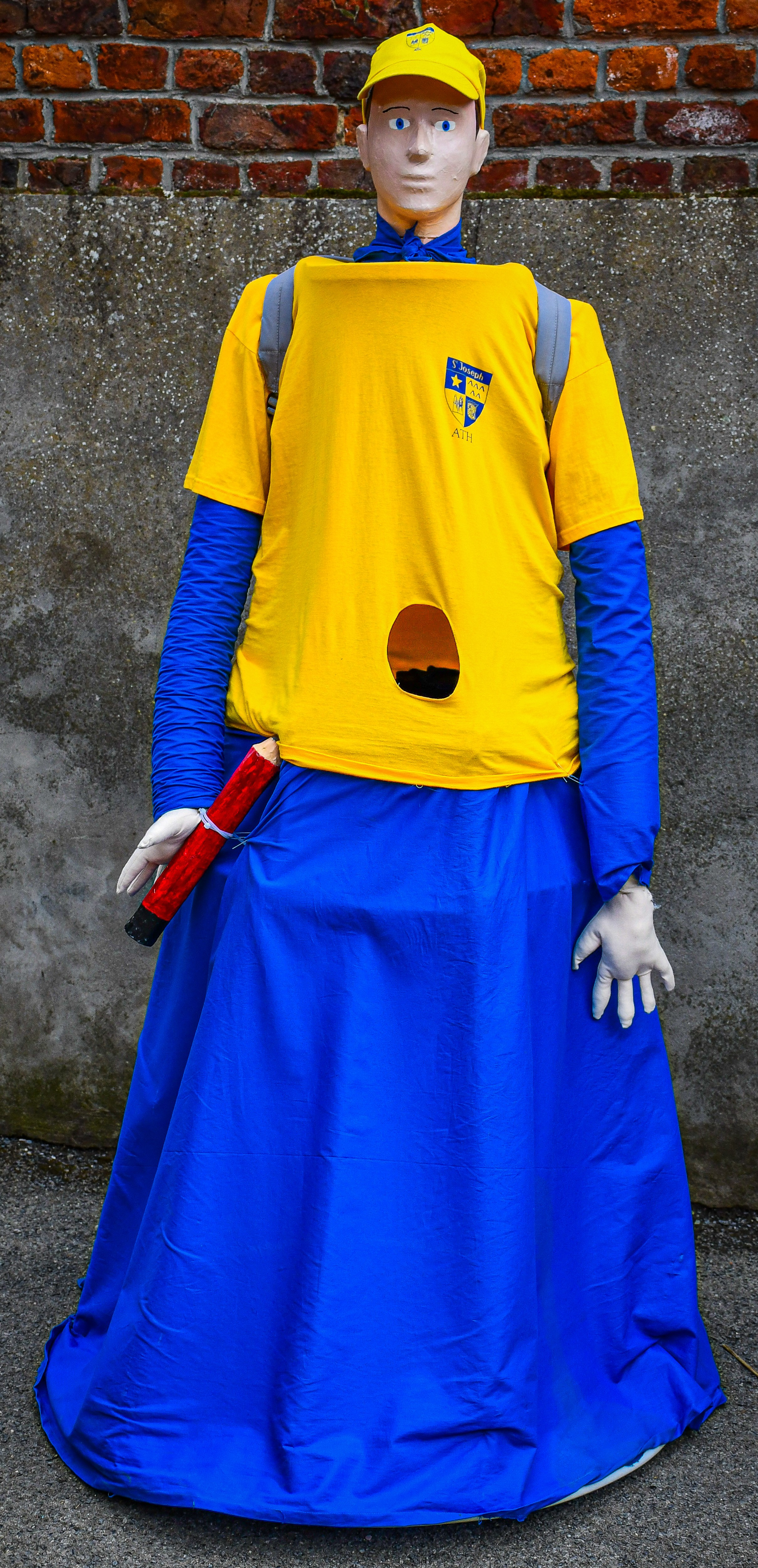
Joseph l'Écolier (Institut Saint-Joseph)
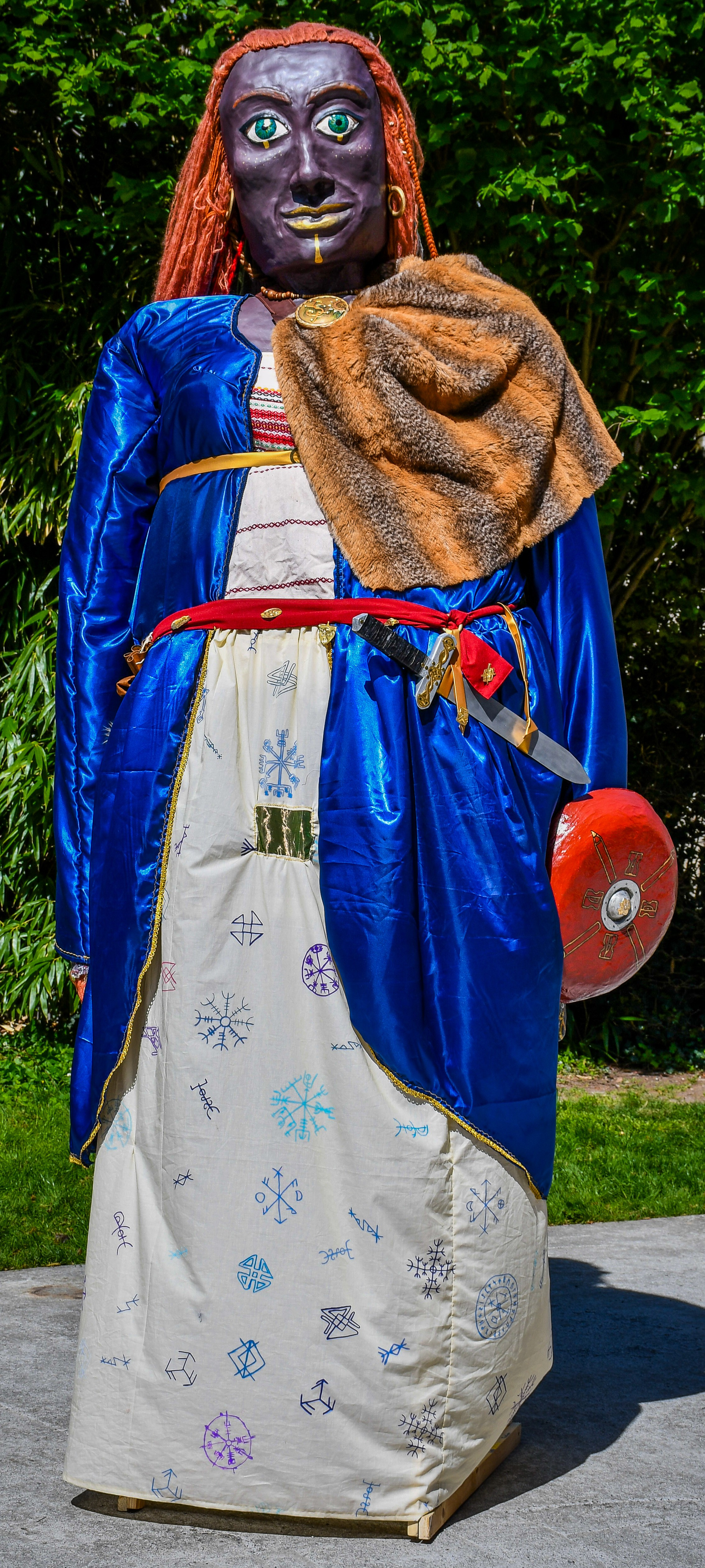
Délia (Institut Saint-François de Sales)

#### Géants privés
- Mobalain Ier (2025), première sortie lors du défilé carnavalesque de l'Institut Saint-Joseph le 21 février 2025.

#### Géants de la Maison des Géants
La Maison des Géants, musée athois ouvert en 2000 dédié à la tradition des géants de processions et de cortèges, à la Ducasse d'Ath et au folklore de la ville, possède plusieurs géants dans ses collections :
- Bertilak the Green Knight (1992) : géant londonien donné au musée en 2022.
- Morgan le Fey (2000) : géante londonienne donnée au musée en 2022.
- Zé Povinho (2000) : géant portugais créé spécialement pour le musée.
- Maria Papoila (2000) : géante portugaise créée spécialement pour le musée.
- Lydéric (2000) : miniature du géant historique de Lille créé spécialement pour le musée par Stéphane Deleurence.
- Deux géants anonymes d'origine portugaise.
- M. le Géant (2007) : géant créé par Stéphane Deleurence dans le cadre d'une exposition de l'artiste Emilio López-Menchero[3].

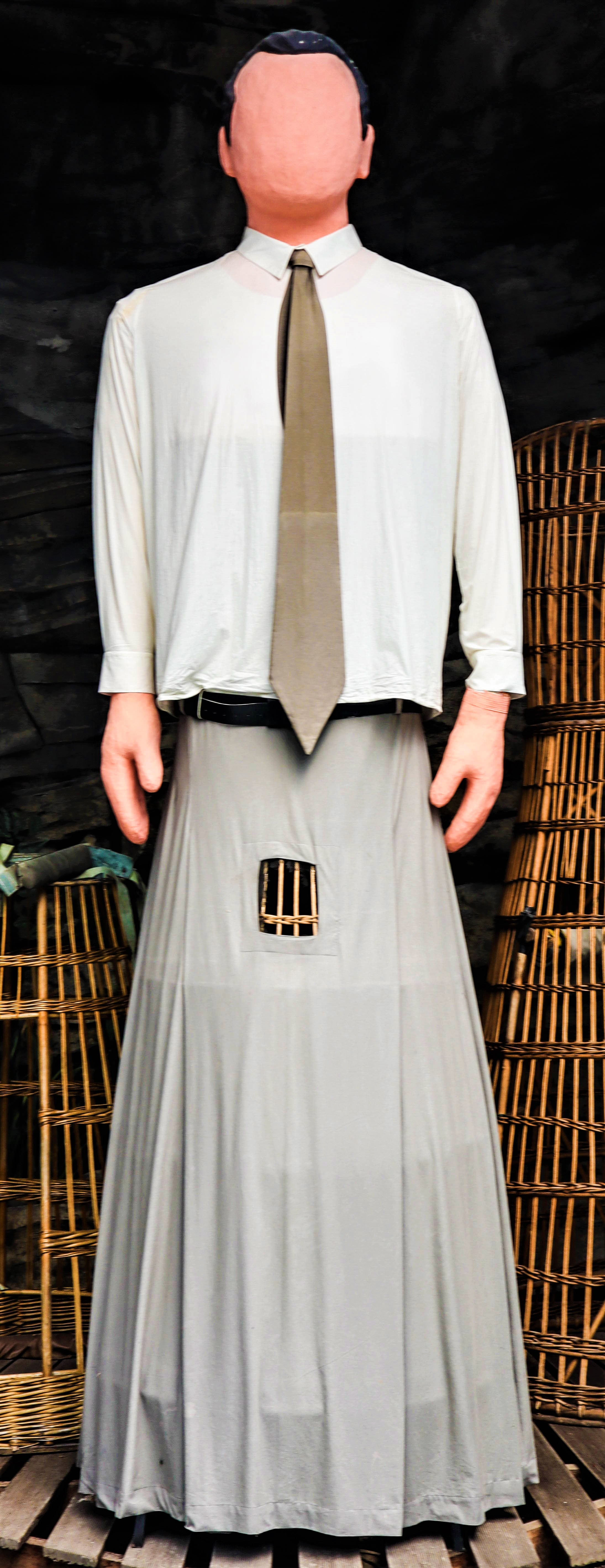
M. le Géant (Maison des Géants)
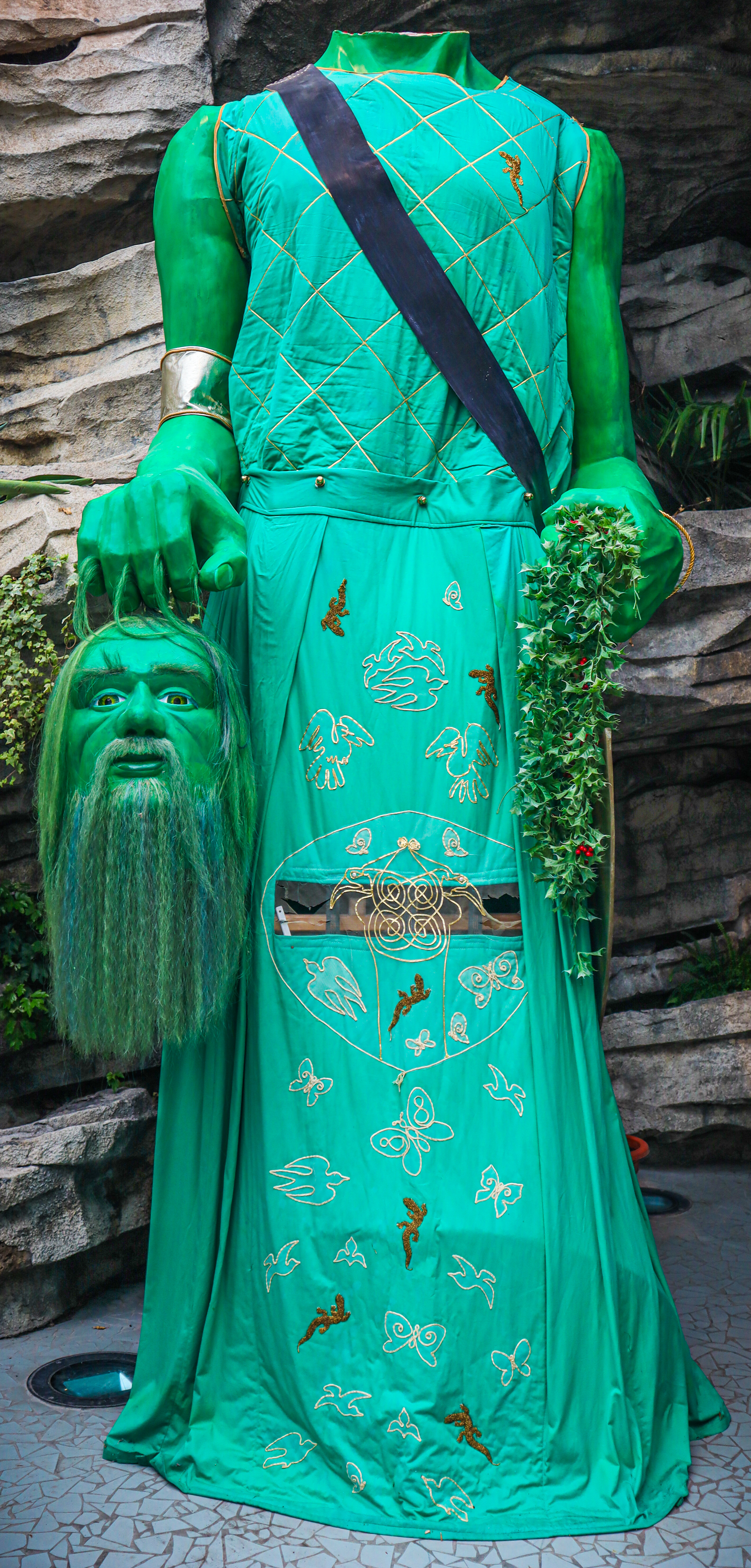
Bertilak the Green knight (Londres/Maison des Géants)
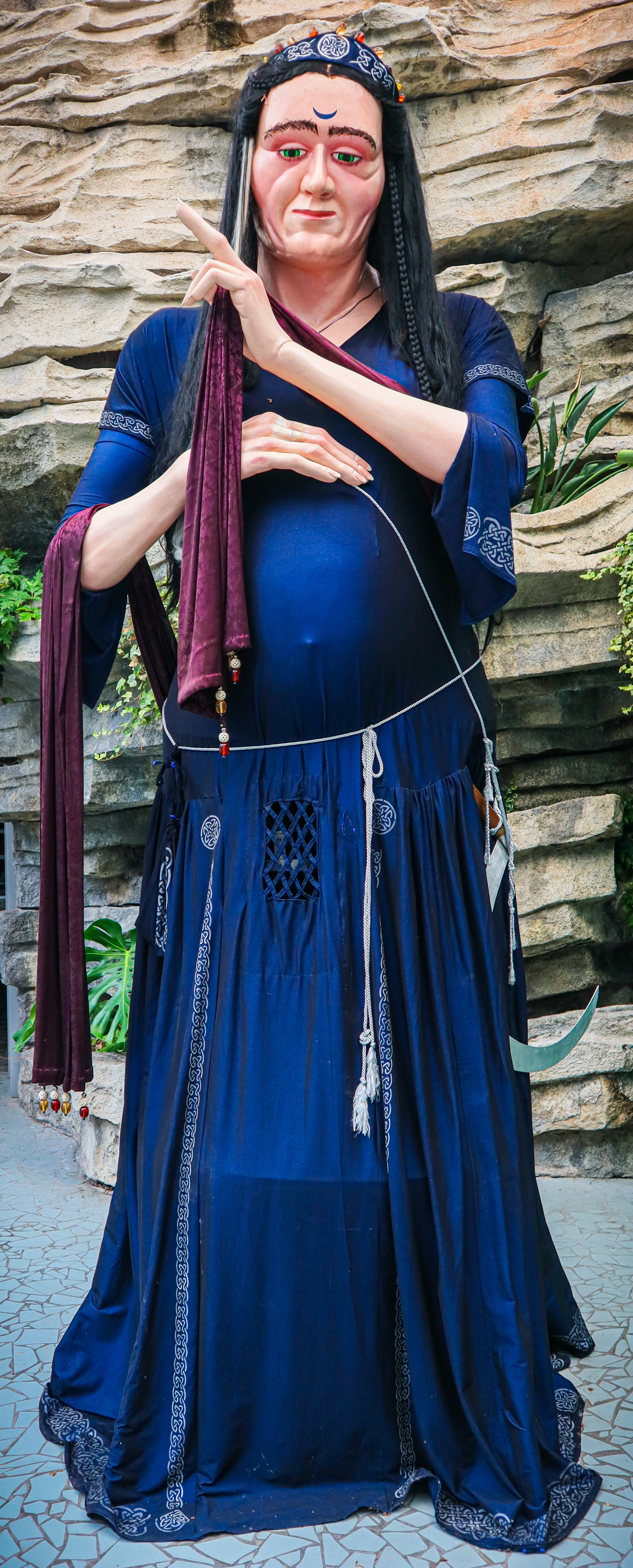
Morgan le Fey (Londres/Maison des Géants)

## Lanquesaint(7800)
- Bon Pa Zef (1996) : Joseph Jorion (dit "Zef"), figure emblématique du village

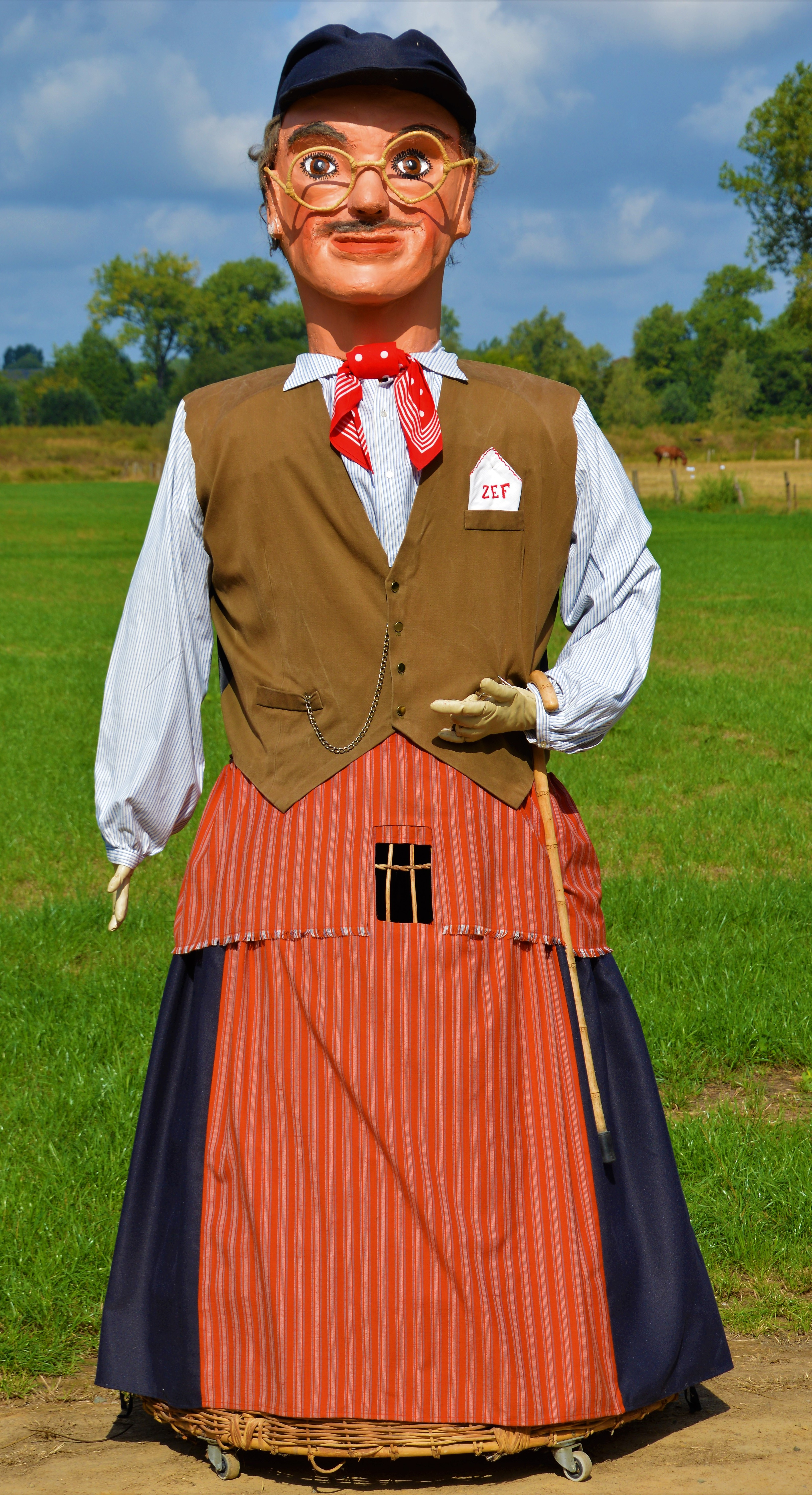
Bon Pa Zef

## Ormeignies(7802)
- Dodol et Grisette (1973) : Vieux ménage de cafetiers
- Eul Trompetteu (2023)

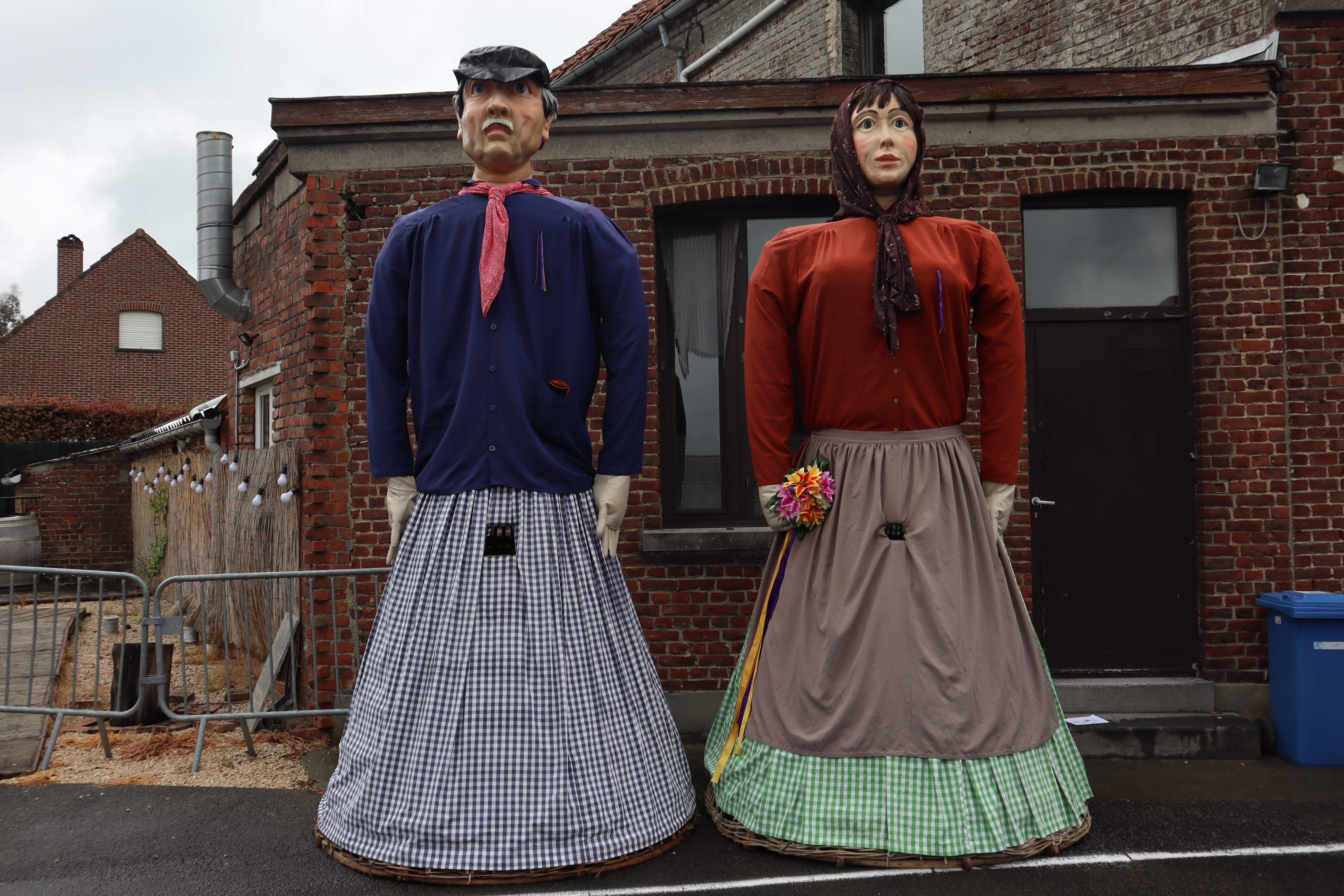
Dodol et Grisette

## Ostiches(7804)
- Prosper (1996 & 2017) : représente Prosper Quiévy, ancien brasseur du village
- Petit Prosper (2024), réalisé avec la structure du géant Prosper créé en 1996[4]

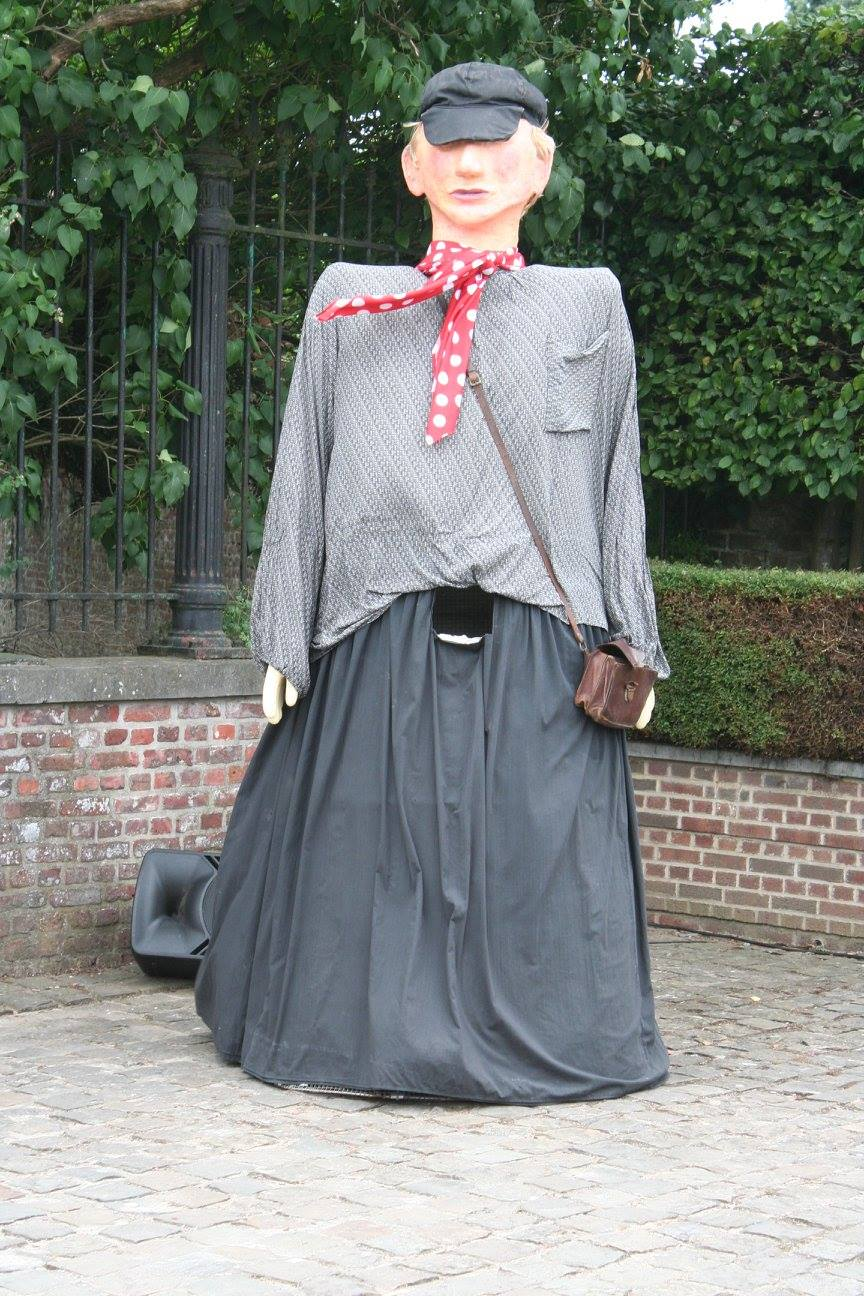
Prosper (1996)
Prosper (2017)

## Rebaix(7804)
Jusqu'à la Seconde Guerre mondiale, le village de Rebaix, outre deux brasseries et deux distilleries, était surtout renommé pour son industrie de la poterie et de la terre cuite (commune et vernissée, pannes, carreaux, …).
- Désiré le potier (1995), 123 kg.
- Omer l'apprenti potier (1996), 40–45 kg
- Louis le Chauffagiste
- Claude le Pêcheur

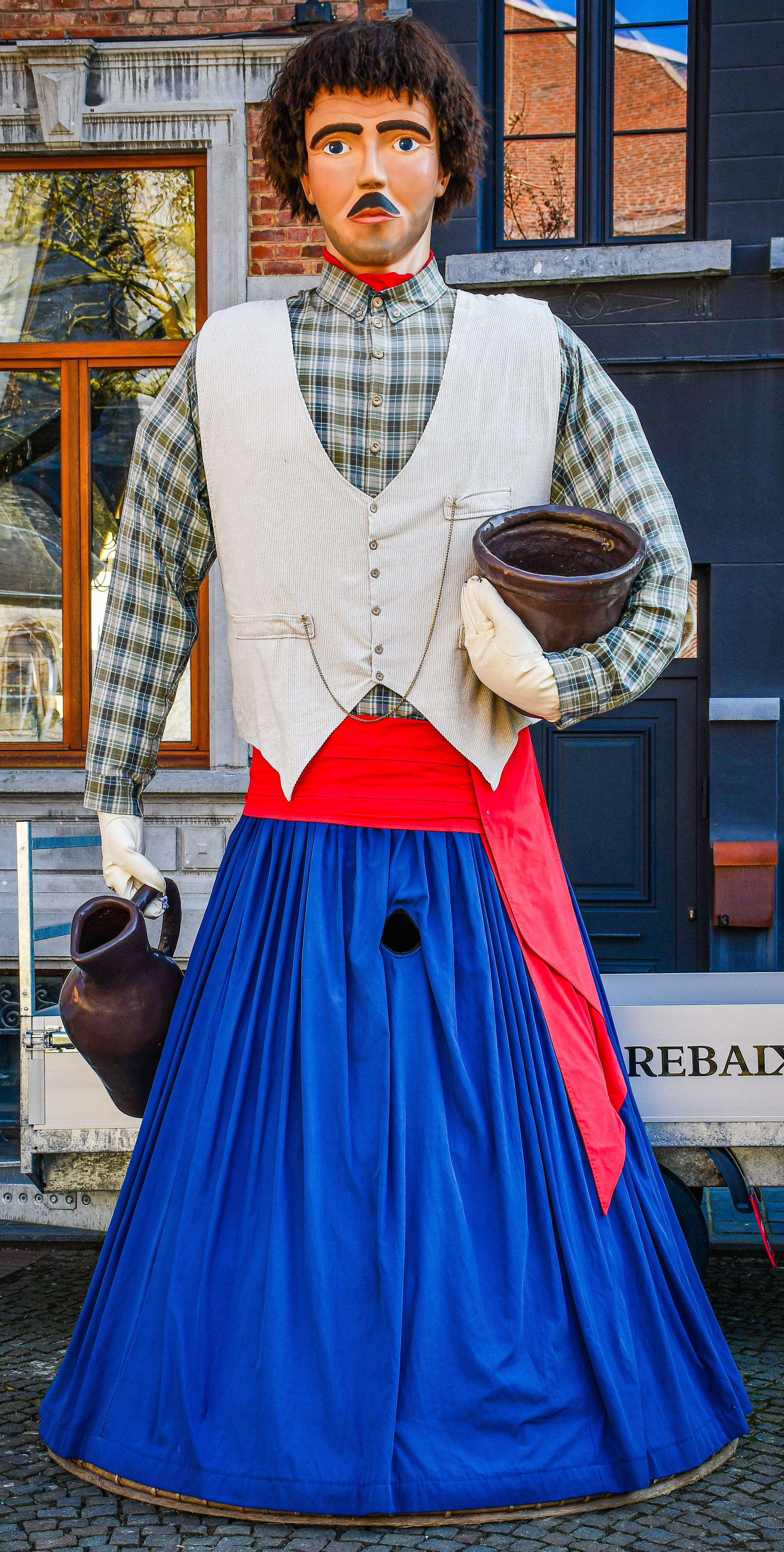
Désiré le Potier
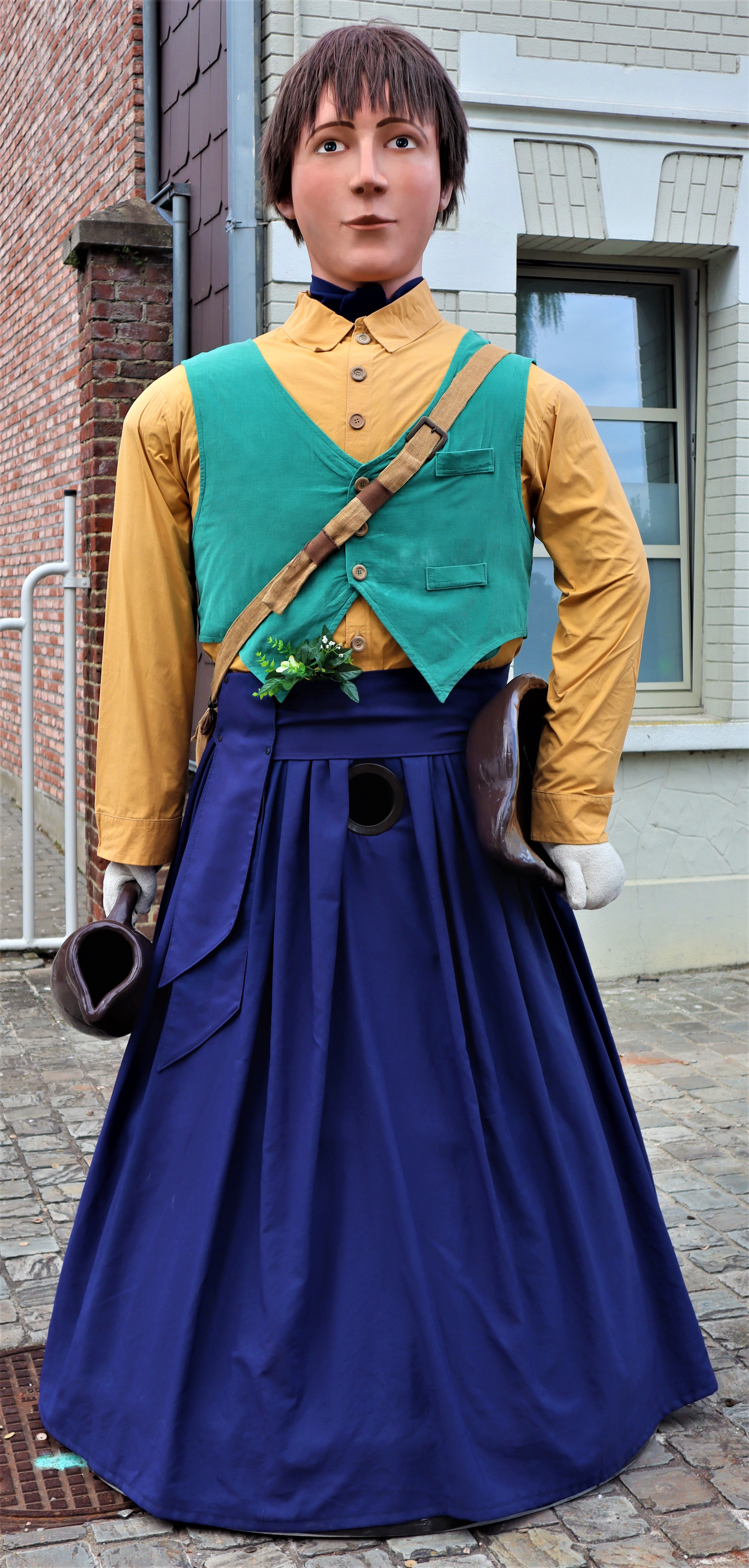
Omer l'Apprenti
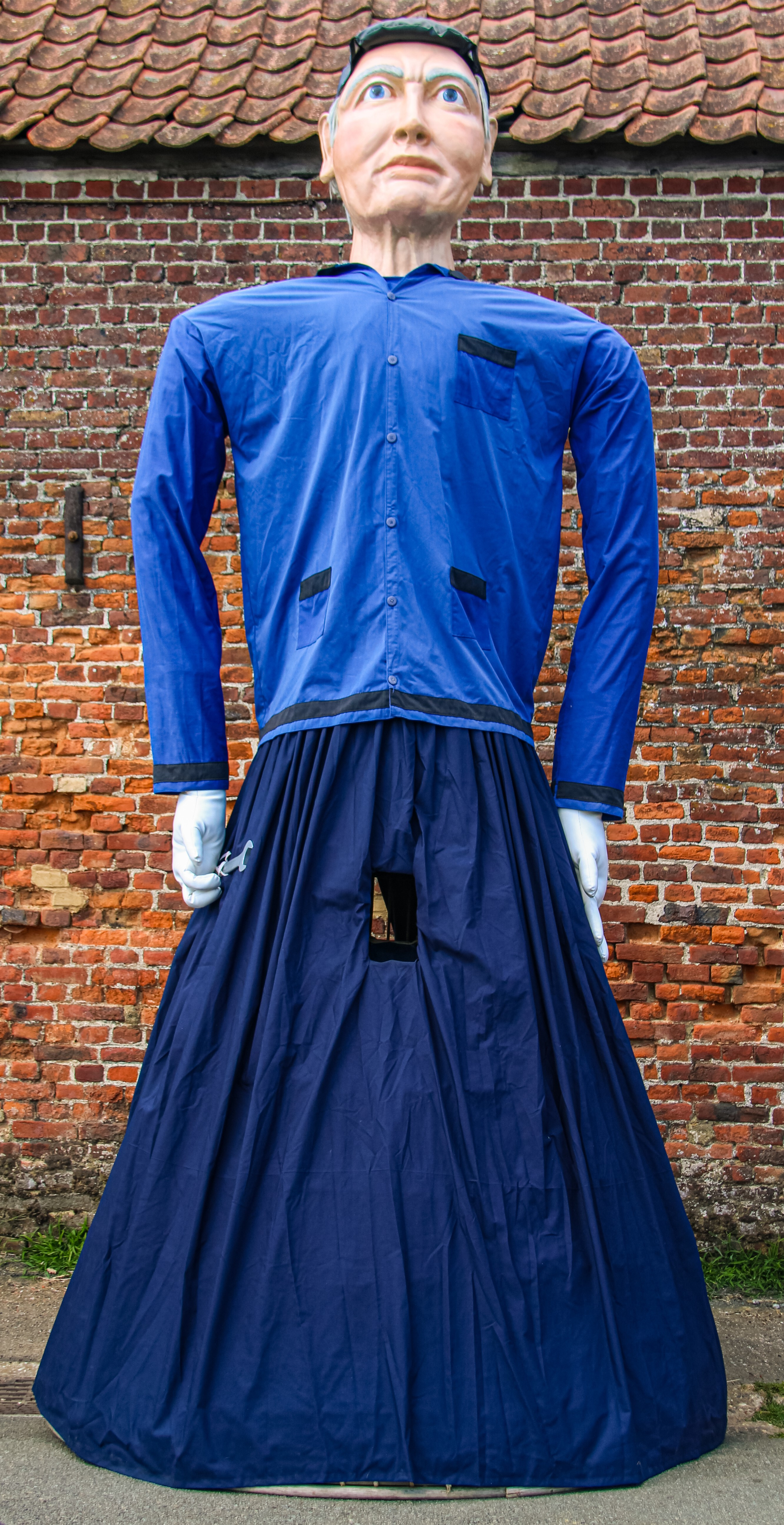
Louis le Chauffagiste

## Maffle(7810)
- Zante et Rinette (1948) : vieux ménage de fermiers du "Grand chemin"
- Pelot (1950) et Pelette (1951) : leurs enfants
- Louis le Tailleur de Pierre (1997)
- Monsieur Vincent (2024) : géant à l'effigie de Saint Vincent de Paul[5]

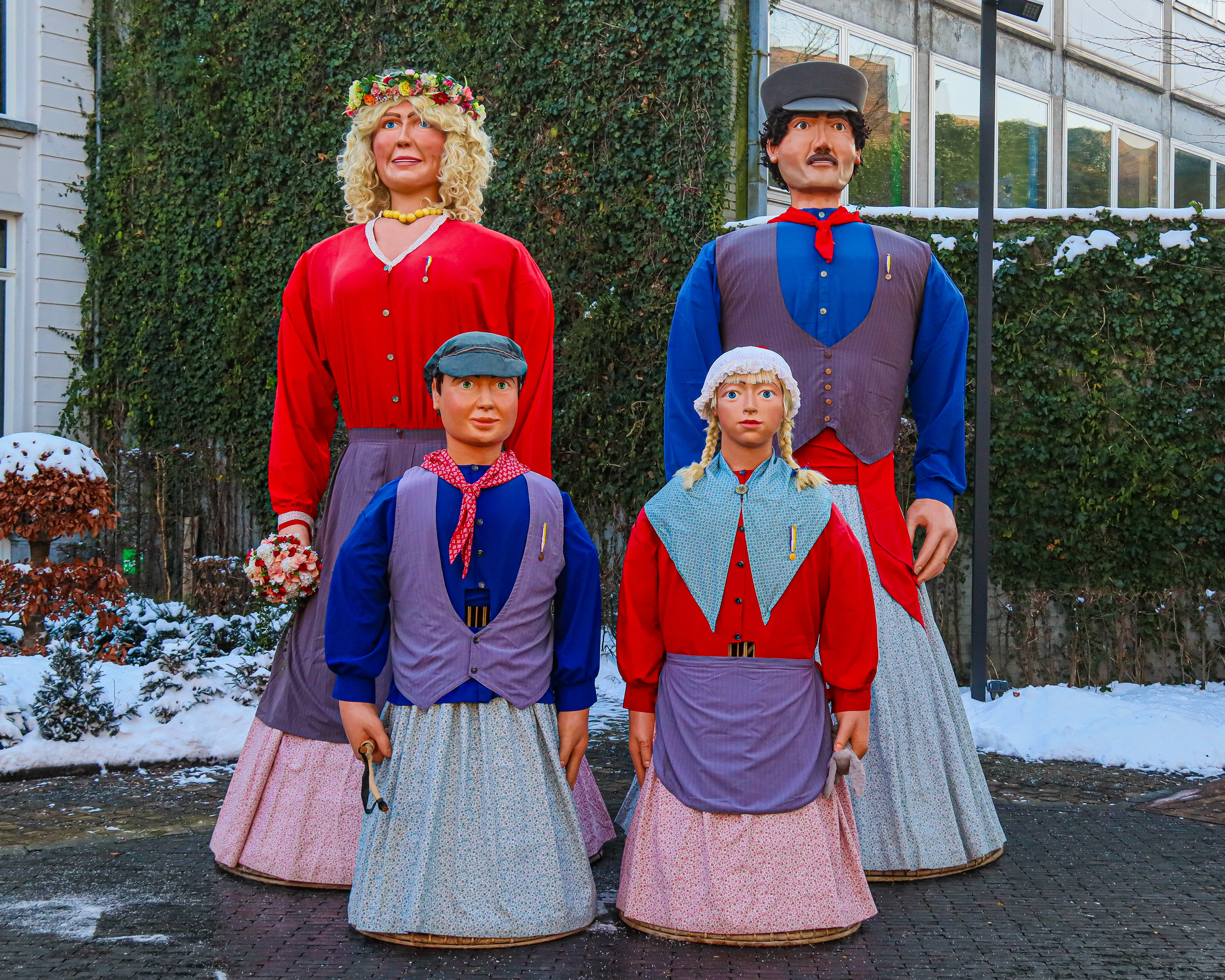
Zante, Rinette, Pélot et Pélette
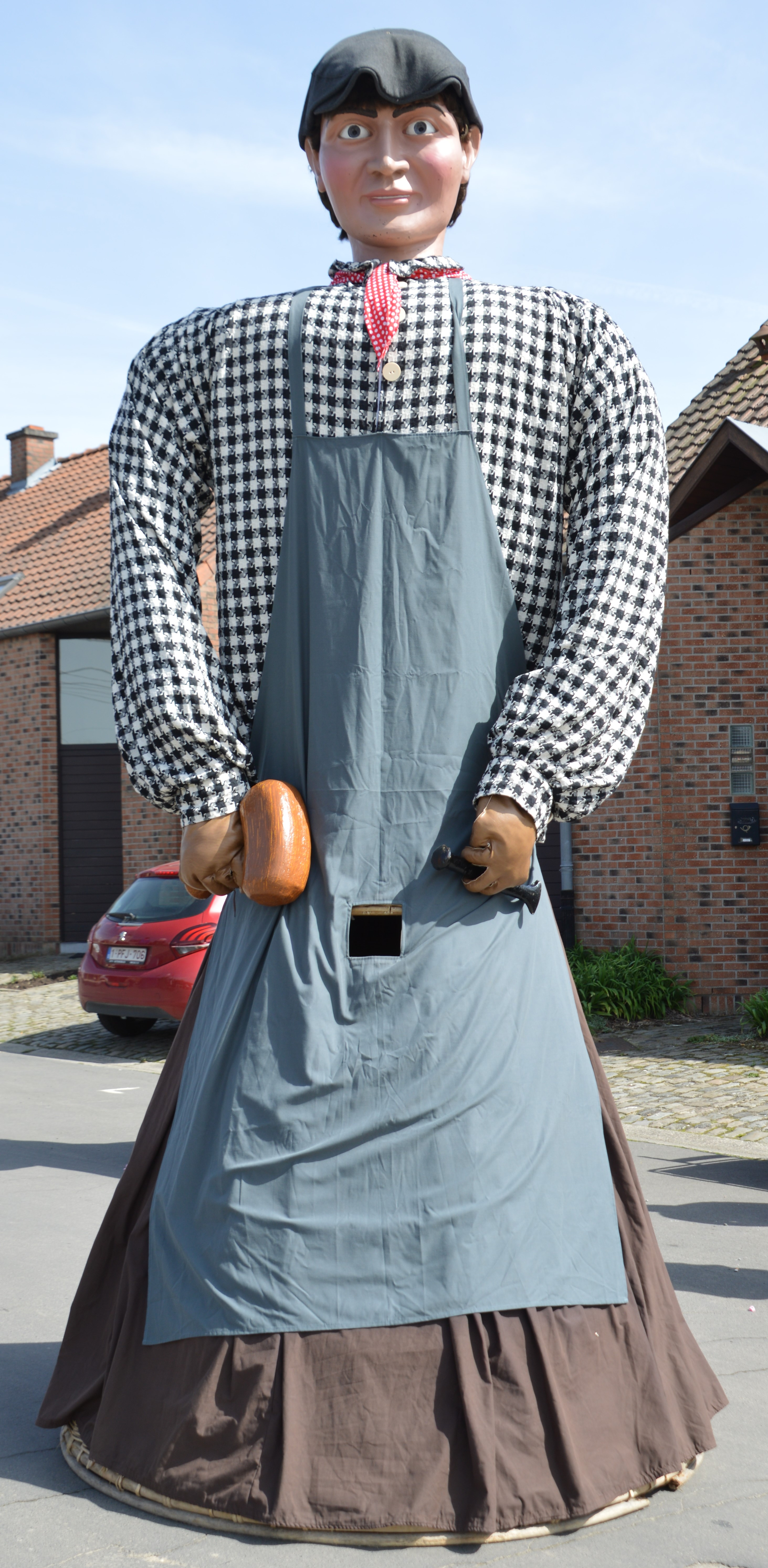
Louis le tailleur de pierre
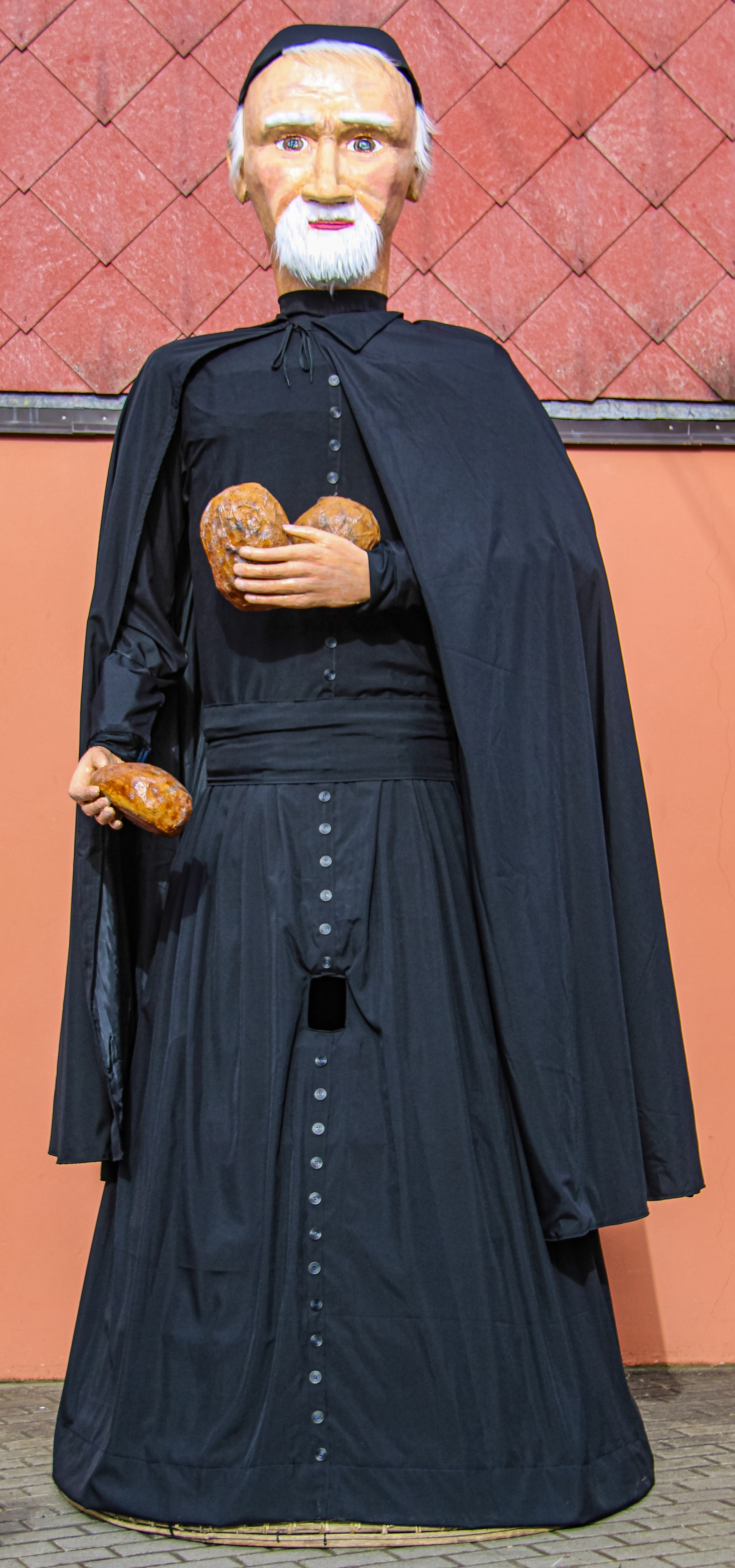
Monsieur Vincent

## Ligne (7812)
- Eul Brasseu d'Lin (2005)

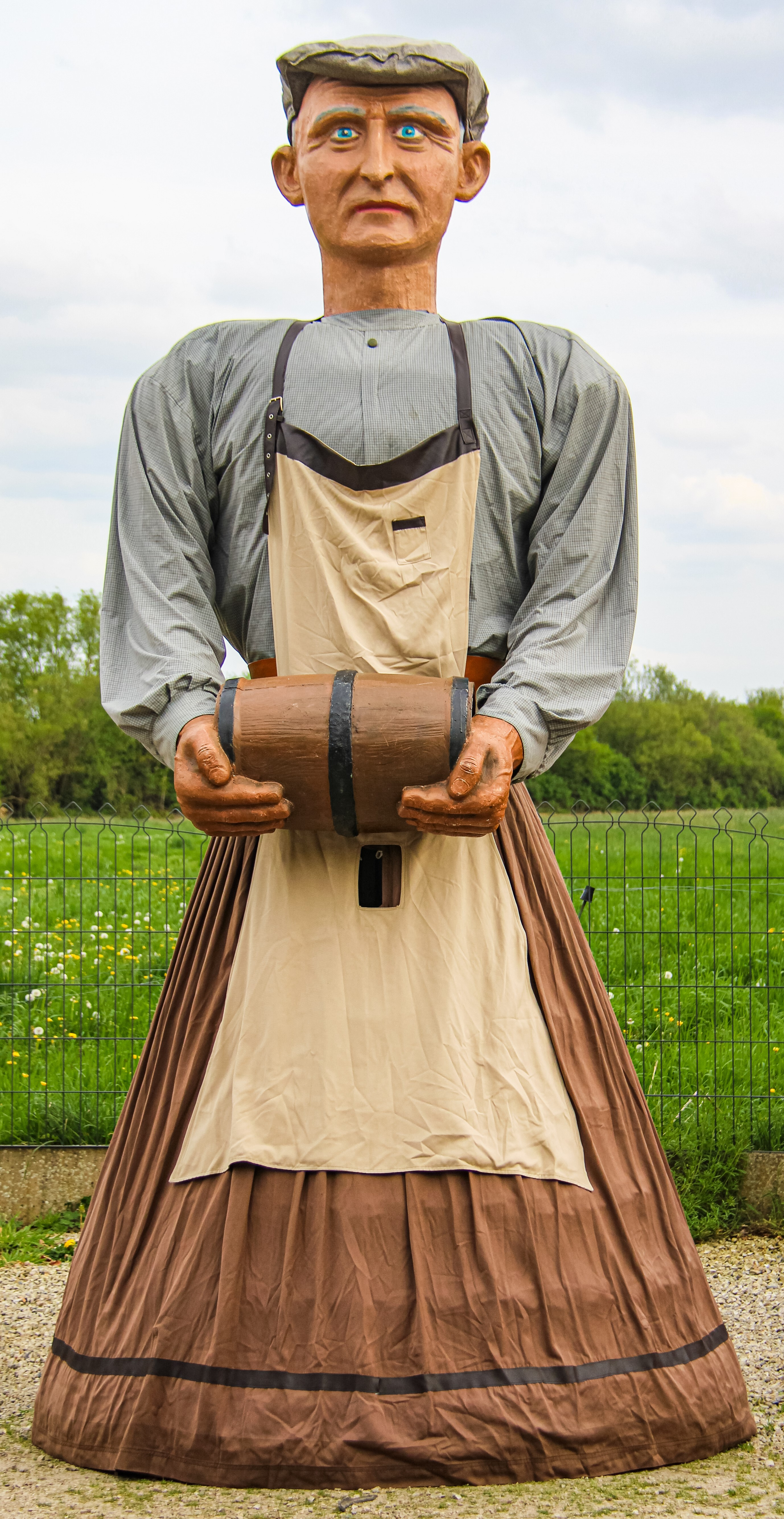
Eul Brasseu d'Lin

## Ghislenghien(7822)
- Juliette (2025), géante de l'école communale "Le Pré Fleuri"[6]

## Isières(7822)
- Eul Grand Mitan (1997)
- Eul Marqueu d'Caches (1997)
- Eul Délégué (2000)

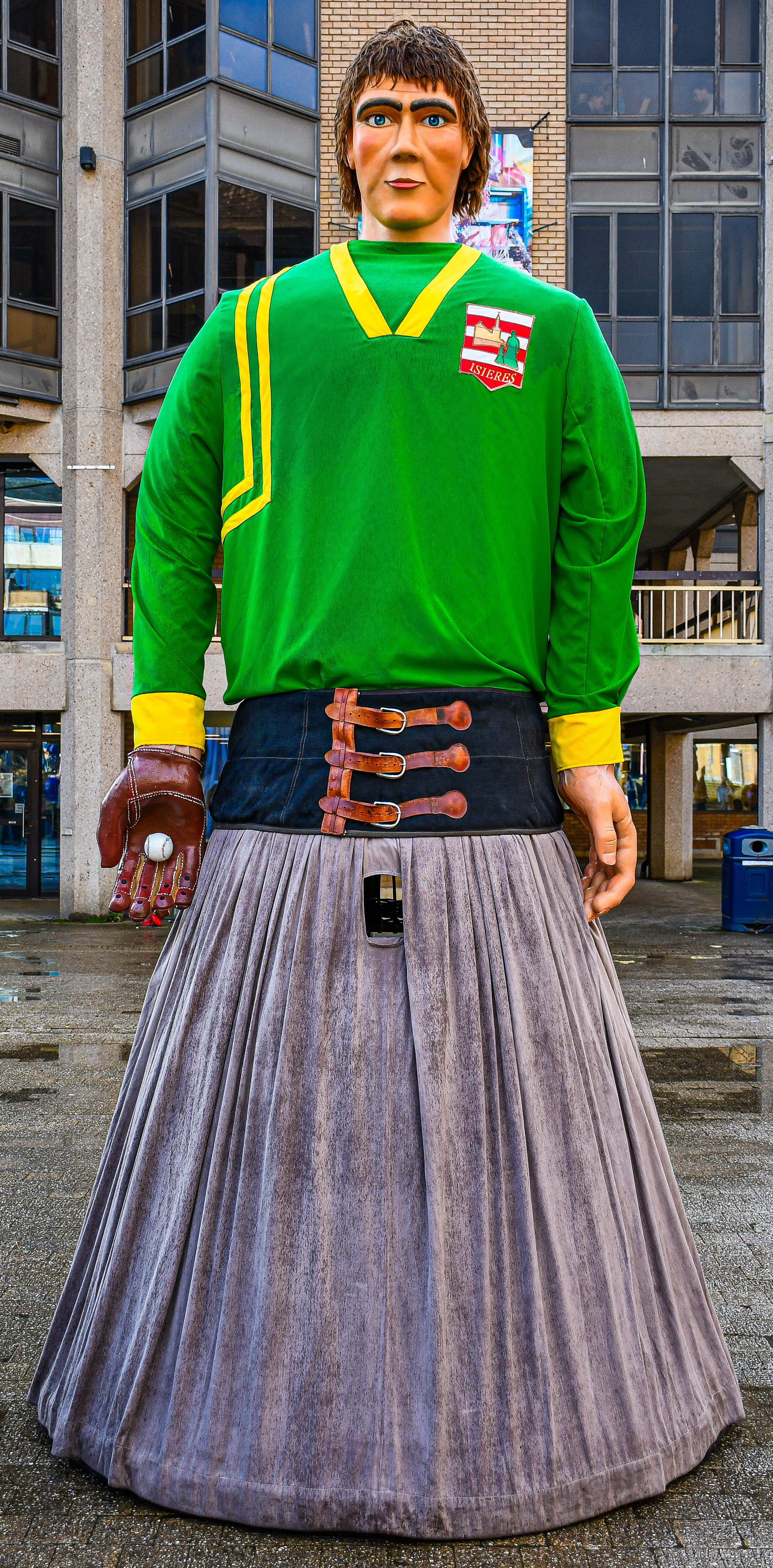
Eul Grand Mitan
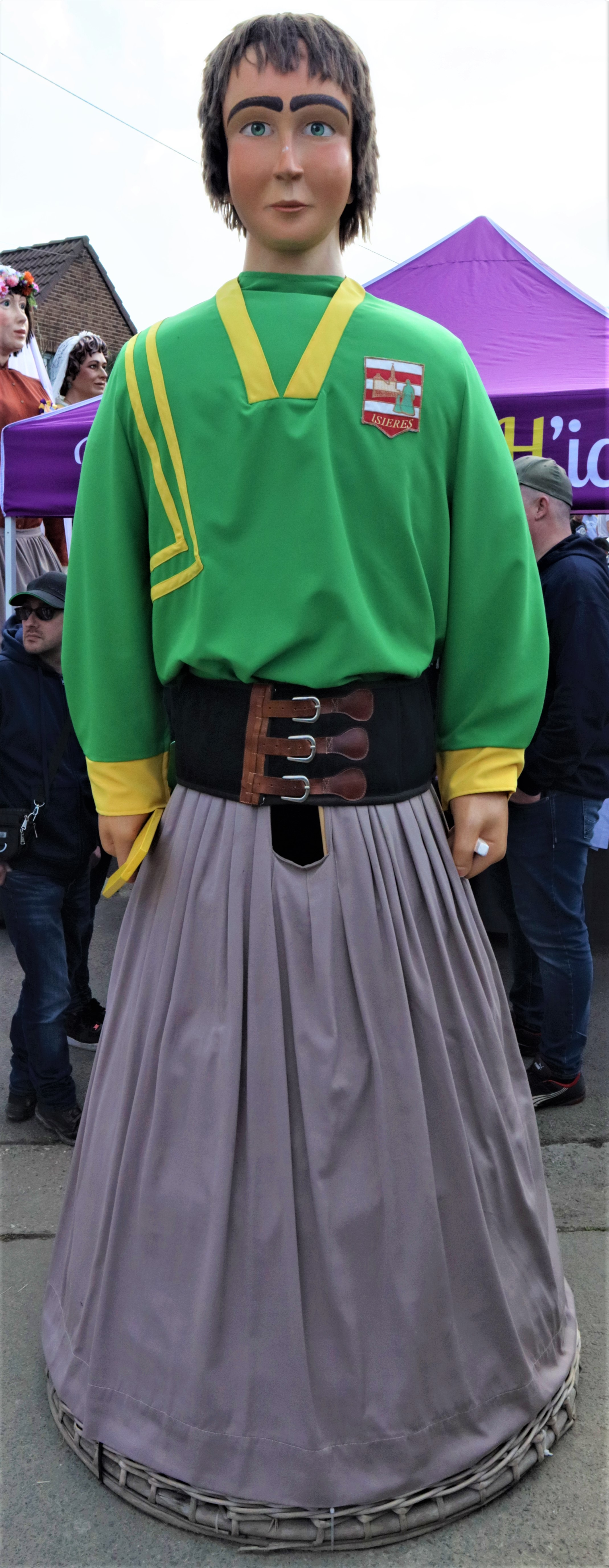
Eul Marqueu d'Caches
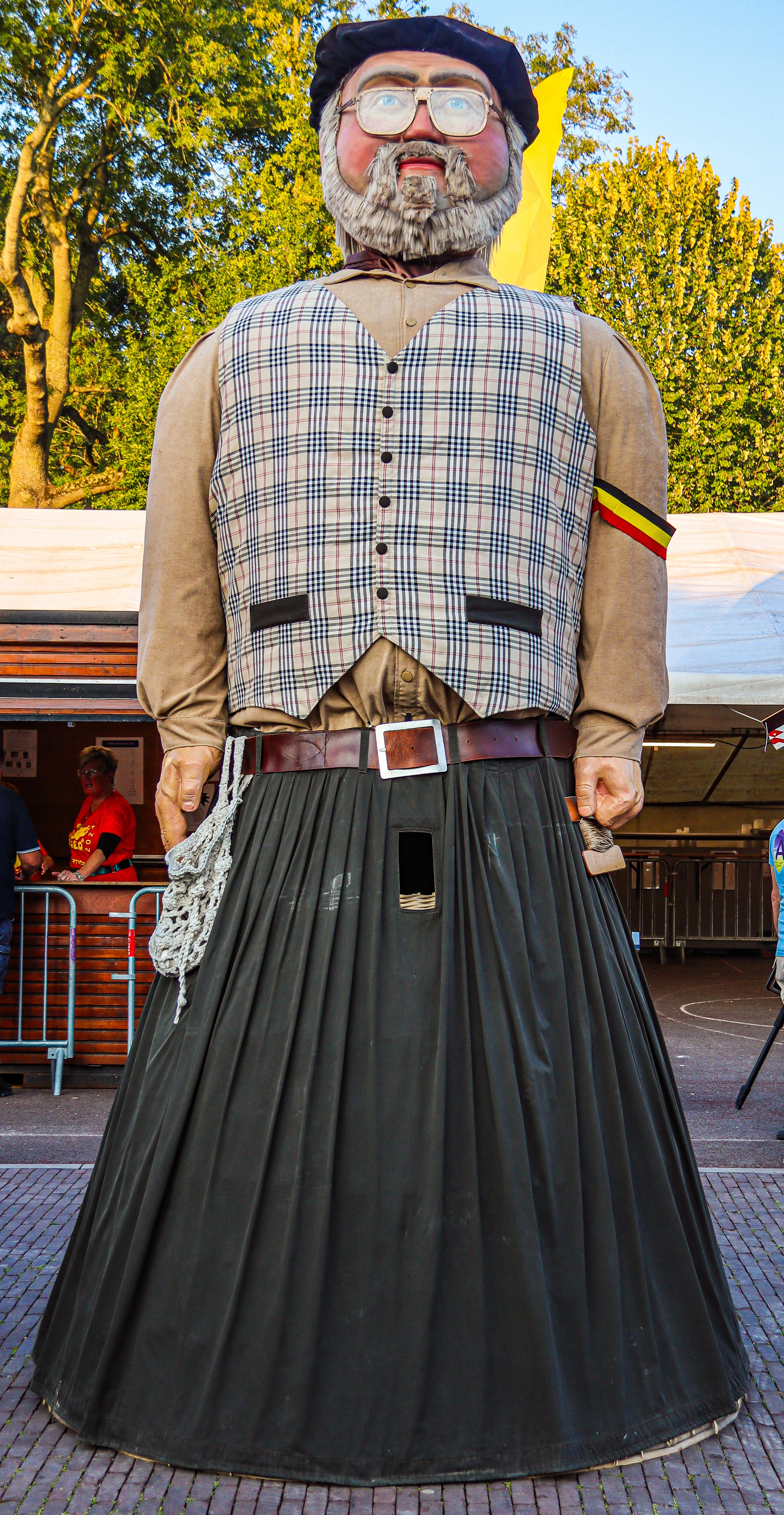
Eul Délégué

## Meslin-l'Évêque(7822)
- Chantecler le Coq (1980, recréé en 1985)
- Meslina la Poule (1981, recréée en 1985)
- Le Pèlerin (1994, recréé en 2023)[7]

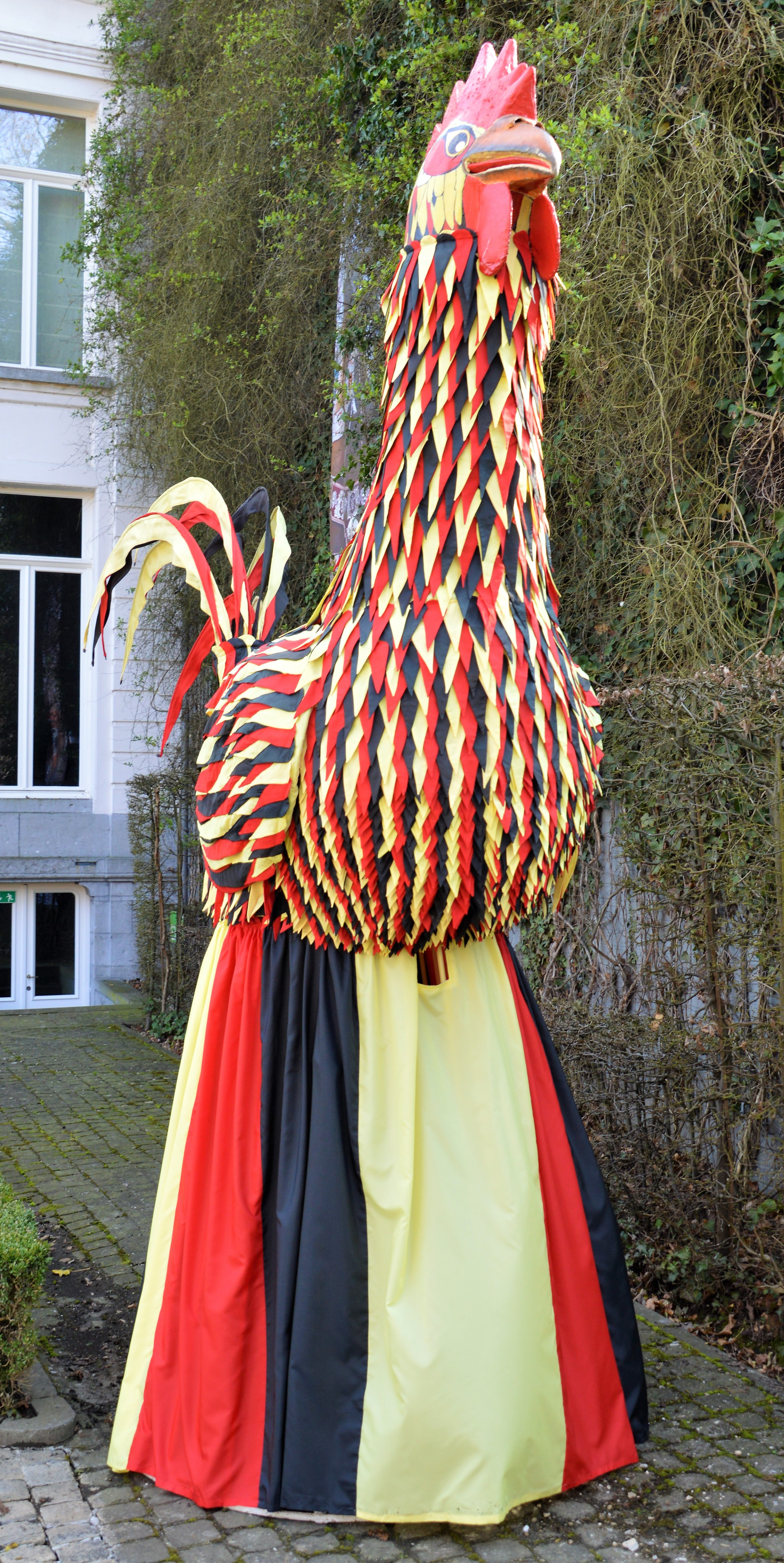
Chantecler le Coq
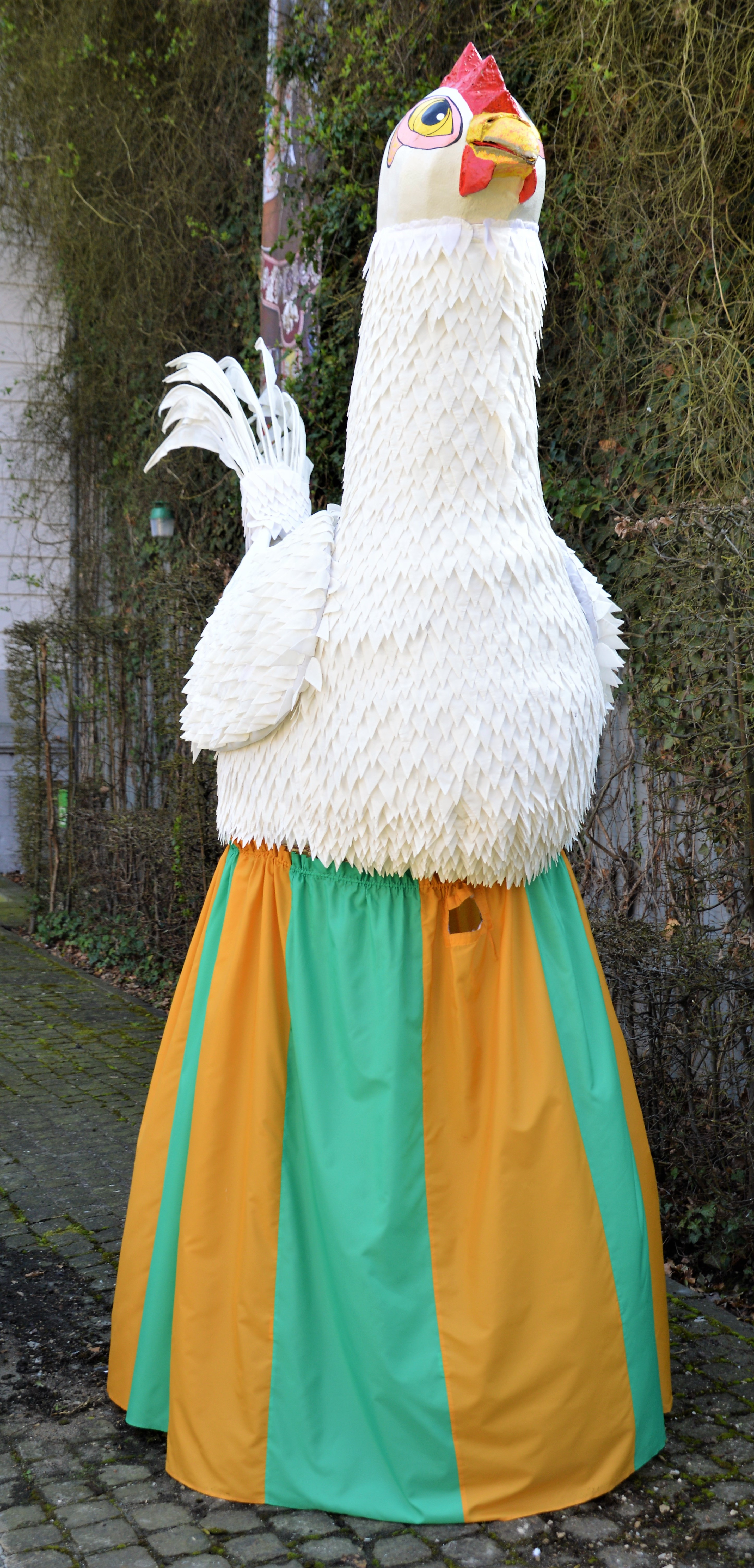
Meslina la Poule
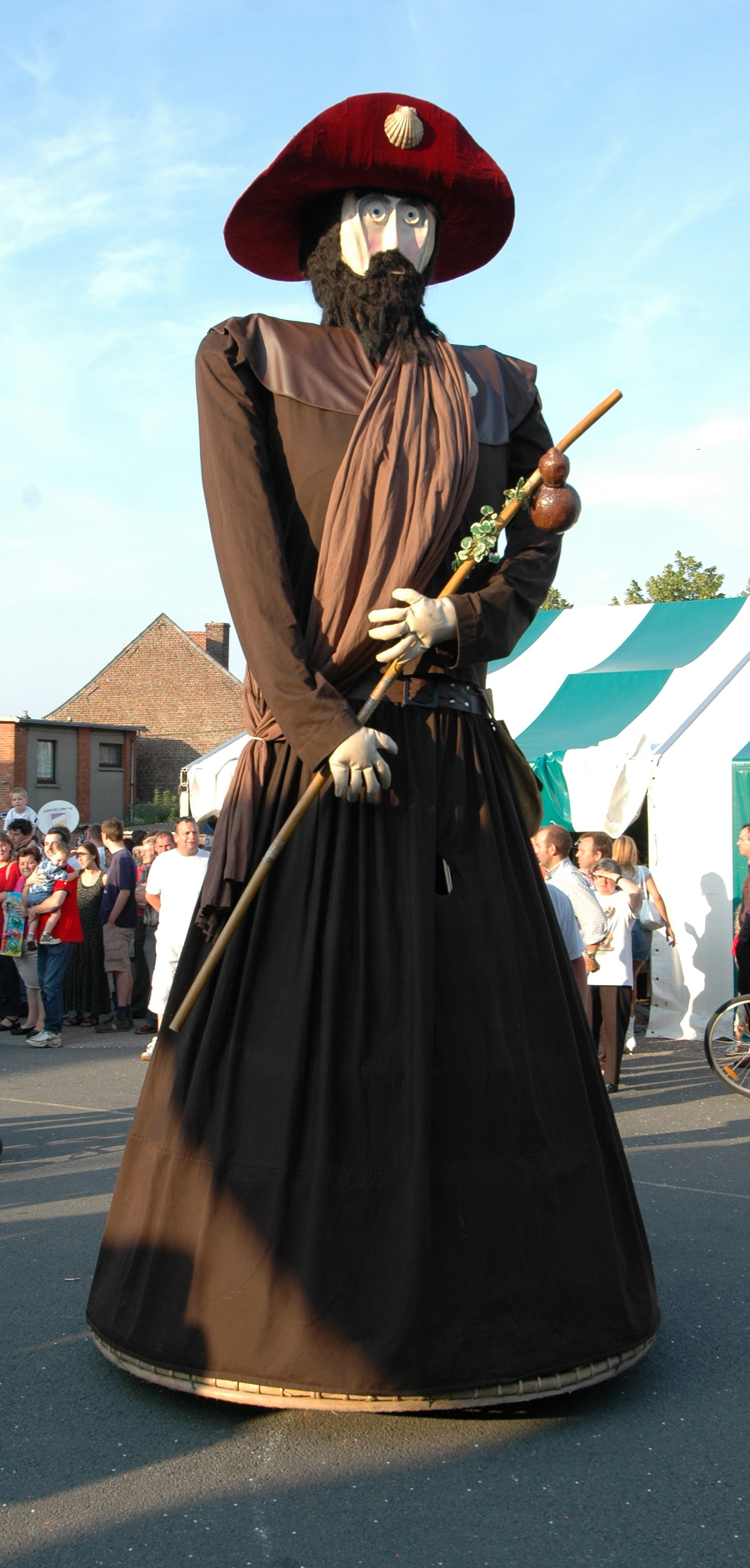
Le Pèlerin (1994)
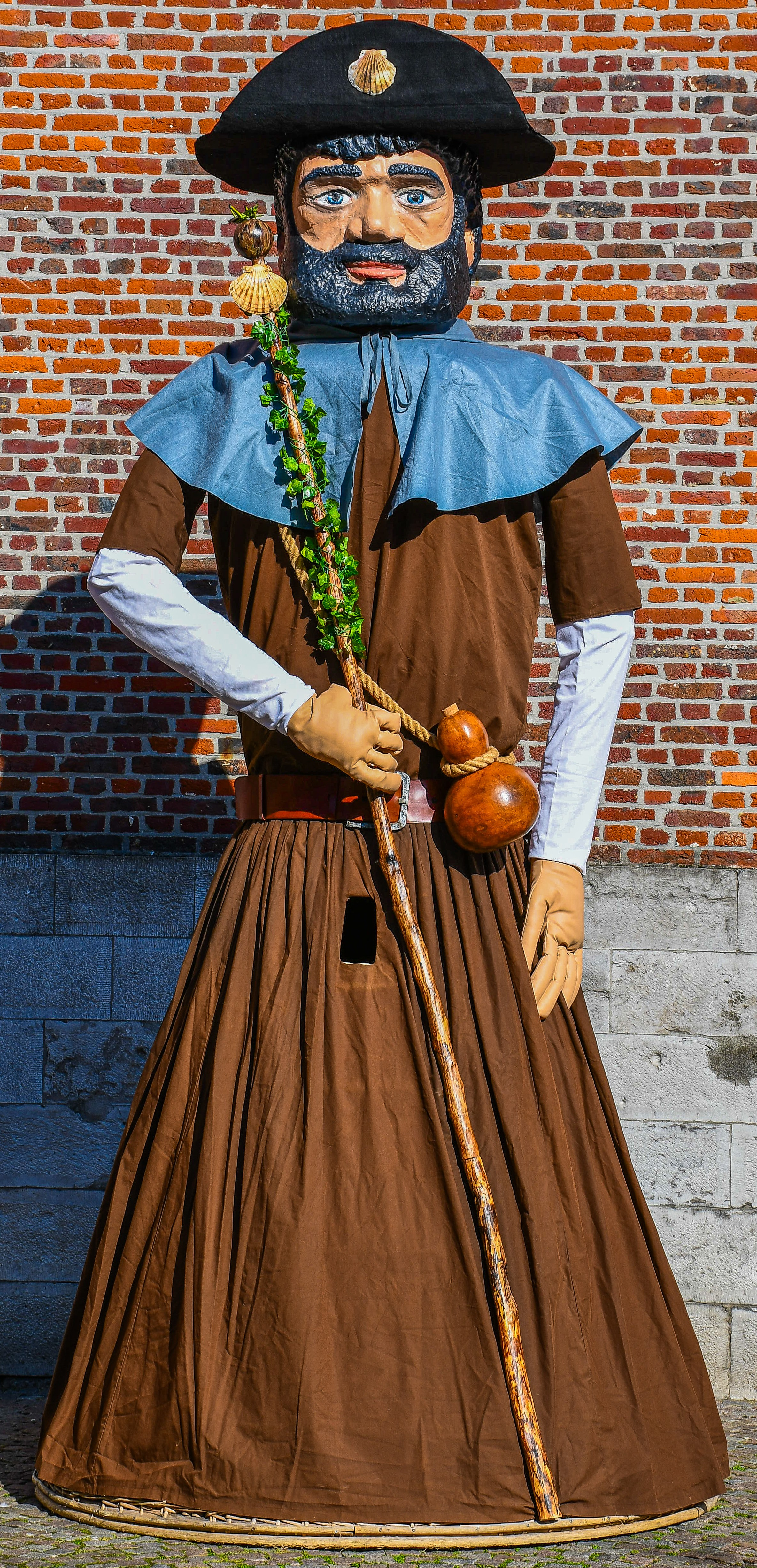
Le Pèlerin (2023)

## Mainvault(7812)
- Eul Tacheu (1984 & 2018) : représente Alphonse Lautem, le premier conseiller socialiste du village.

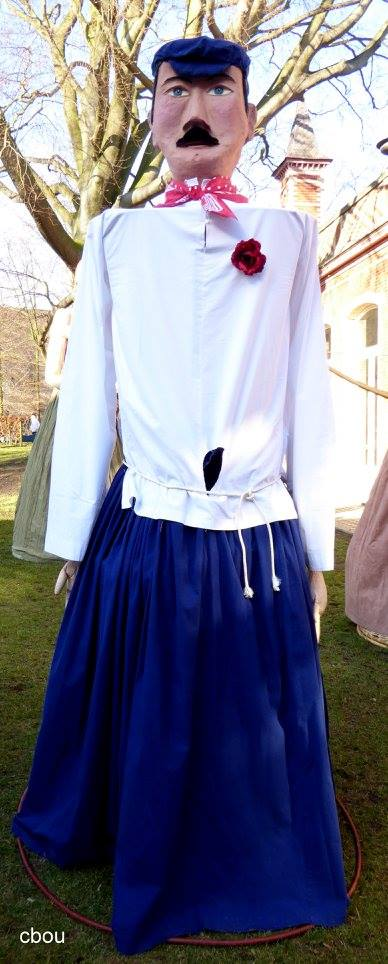
Eul Tacheu (1984)
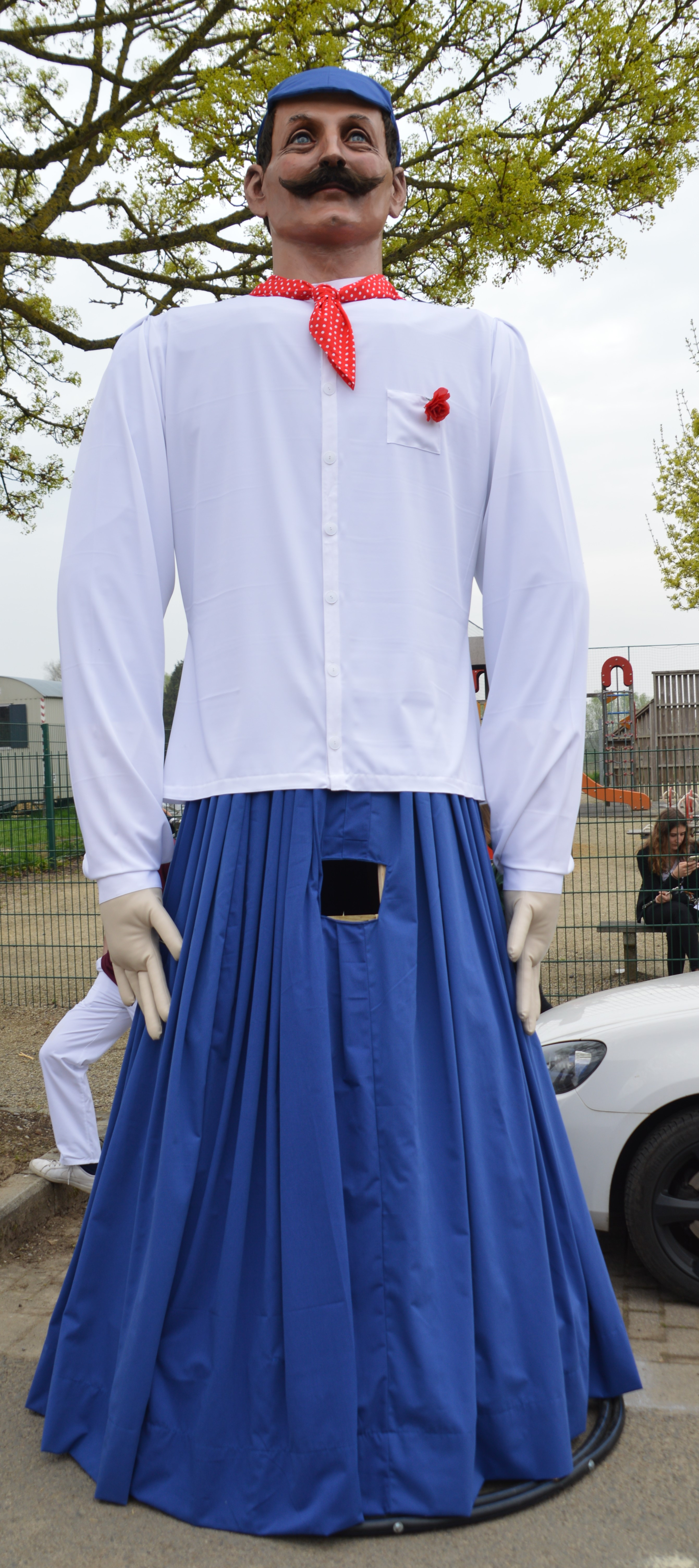
Eul Tacheu (2018)

## Irchonwelz(7801)
- Jean III de Trazegnies (2014) : conseiller et grand chambellan de Charles Quint, gouverneur et châtelain d'Ath.
- Epic le Hérisson (2014) : géant de l'ITCF Renée Joffroy.

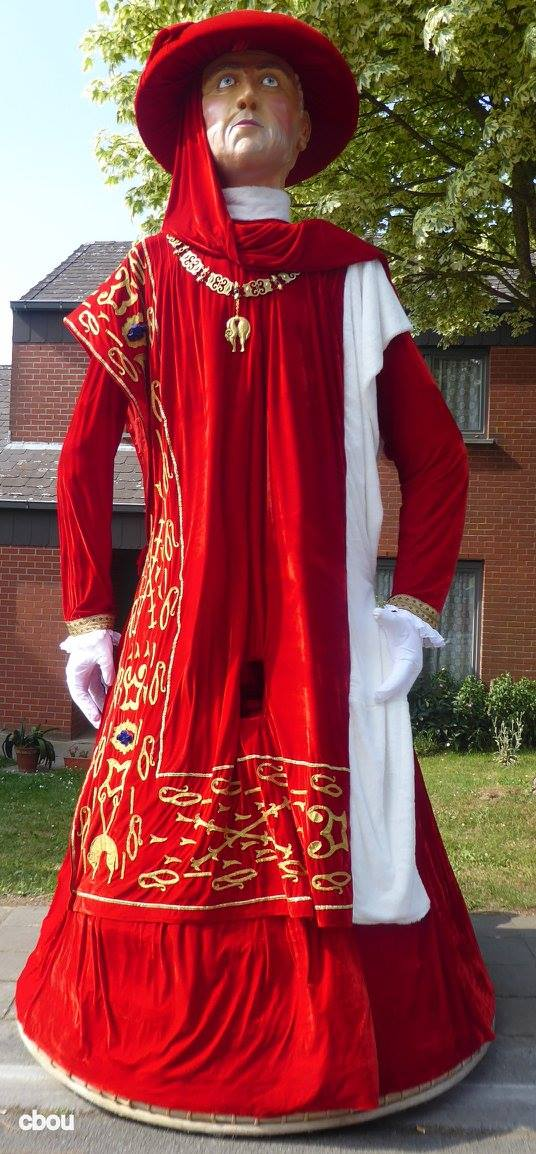
Jean III de Trazgnies
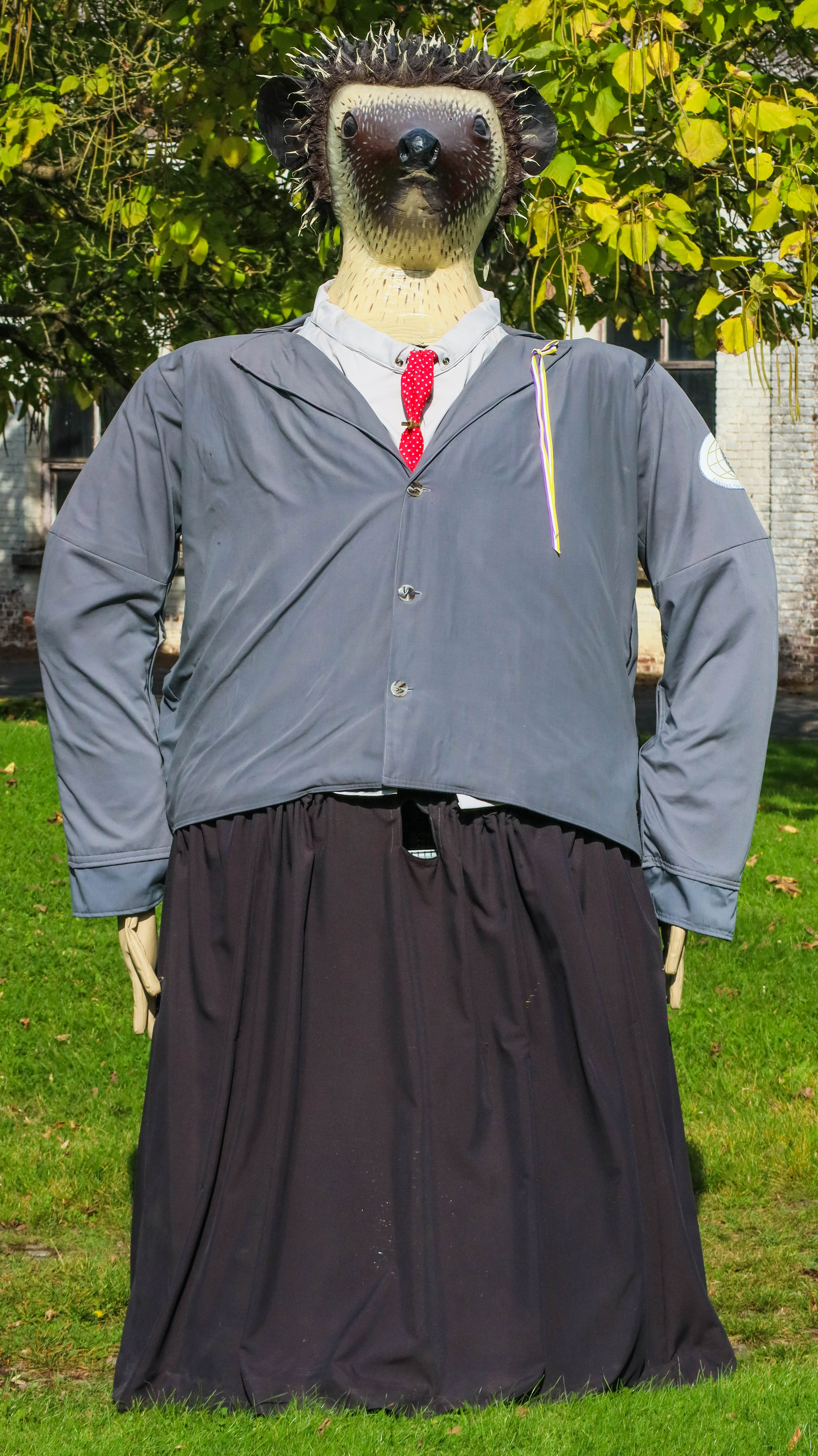
Epic le Hérisson

## Bouvignies(7803)
- Benjamin Deneubourg (2017) : maréchal-ferrant, premier vétérinaire diplômé du village.
- Marie-Louise Duquesne (2022) : son épouse.

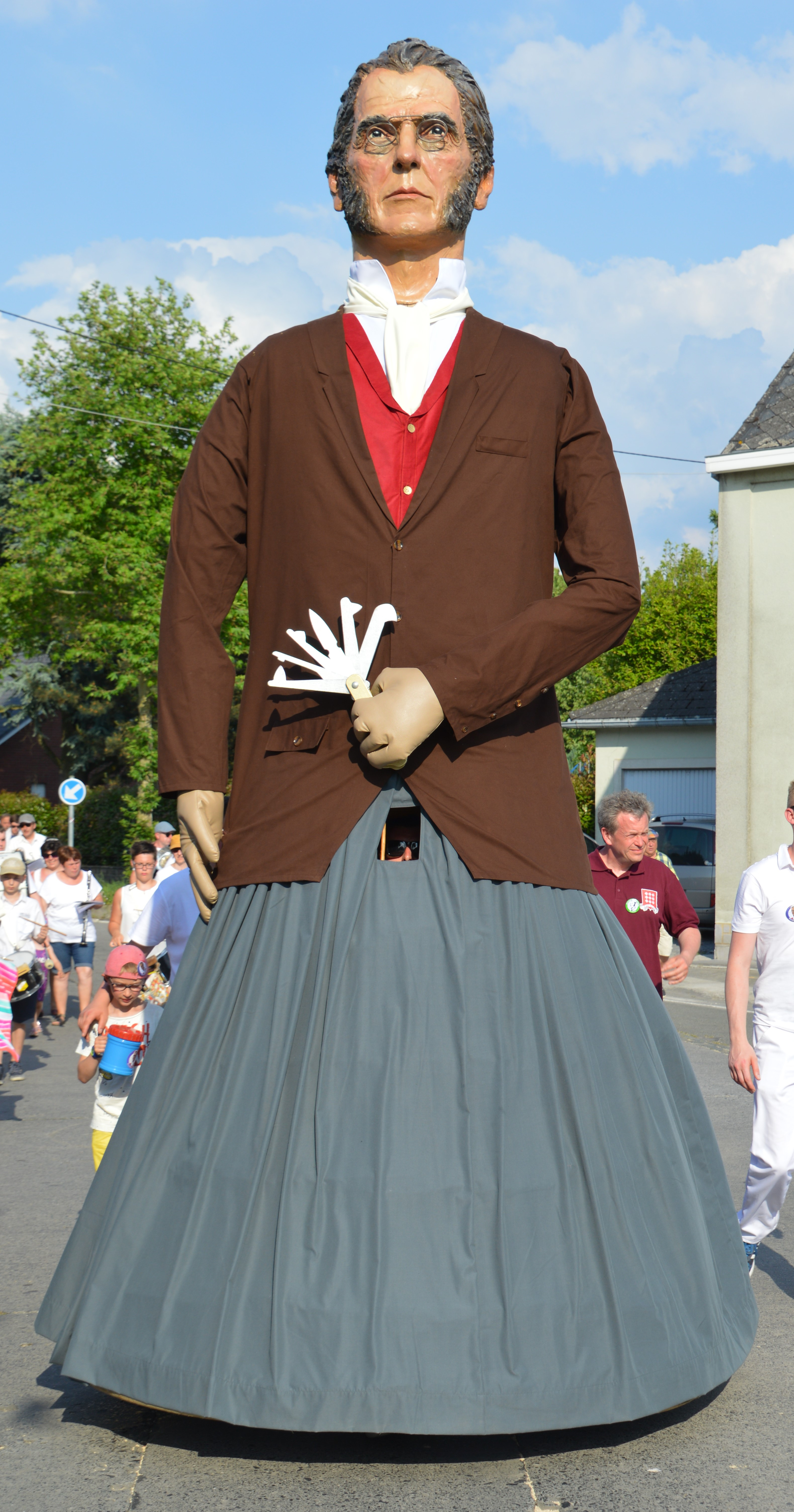
Benjamin Deneubourg
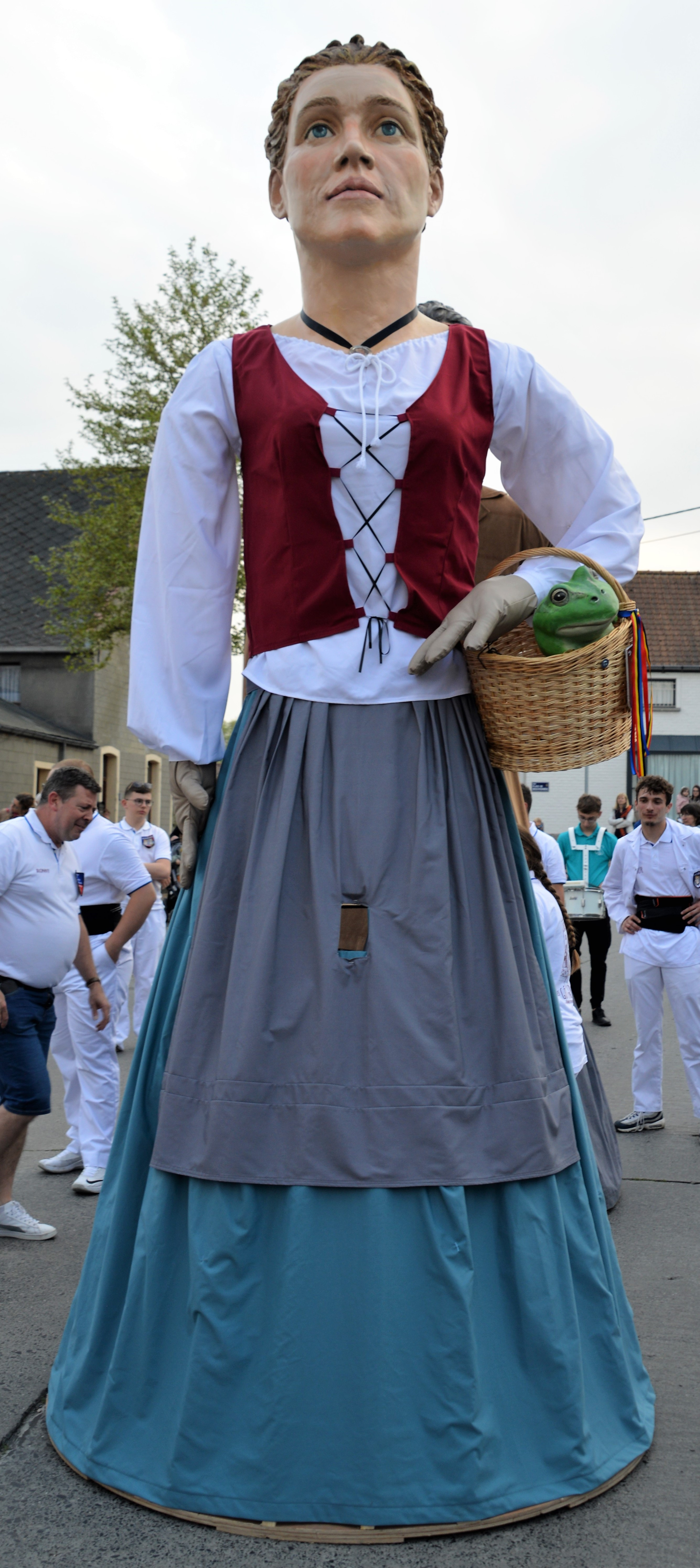
Marie-Louise Duquesne

## Géants disparus de l'entité d'Ath

### Ath
- Oscar (1961) : géant pompier, il est transformé en Baptiste en 1963.
- Baptiste (1963) : géant des Francs Pêcheurs Athois, sortit jusqu'en 1966.
- Mouchta (1973) : mini-géant de l'ancienne Ducasse de la Gare, sorti jusqu'en 1975.
- Madame la Cloche (1983) : géante des Fiètes des Rincolètes (quartier de la rue Haute, rue d'Enghien, rue des Récollets), sortie jusqu'en 1987.

### Irchonwelz
- Eul Mon.nieu (1960) : géant à la fois meunier et archer, sorti jusqu'en 1970.